# Hodkovice nad Mohelkou
Hodkovice nad Mohelkou (do roku 1949 jen Hodkovice, německy Liebenau) jsou město na severu Čech, v okrese Liberec v Libereckém kraji. Leží asi deset kilometrů jižně od města Liberce a asi deset kilometrů severozápadně od Turnova. Včetně částí Jílové, Radoňovice, Záskalí a Žďárek ve městě žije přibližně 3 000 obyvatel. Město na okraji Jičínské pahorkatiny je obklopeno horami Ještědsko-kozákovského hřbetu a protéká jím říčka Mohelka.
Městem prochází rychlostní silnice I/35, ta vede na sever do Liberce a na jih do Turnova. S Libercem mají díky nádraží ležícímu na trati Pardubice–Liberec také od roku 1859 železniční spojení. Na Hodkovickém autobusovém nádraží staví autobusy na trasách mezi Libercem nebo Jabloncem, a Prahou. Sportovní Letiště Hodkovice je využíváno k vyhlídkovým letům.
Historické jádro města je městskou památkovou zónou.

## Historie

### Teorie o vzniku
Od vydání zakládací listiny sedleckého kláštera (známé založení velmožem Miroslavem) Erbenem v Regestech byla první písemná zmínka o Hodkovicích ztotožněna se zde zmíněným místem „Hothovici“. To by umožnilo klást vznik sídla nejpozději do roku 1143. Při kritické edici listiny určil toto místo Gustav Friedrich jako Chotovice (okres Svitavy). Ačkoliv ani Friedrichovo ztotožnění není zcela jisté, nikdo se poté vědecky o ztotožnění s Hodkovicemi nad Mohelkou již nepokoušel.
Důležitá byla také teorie o vzniku Hodkovic jako chodského města, tedy města založeného strážci zemských hranic. Tato teorie se opírala o zápis v konfirmačních knihách, kde jsou jmenovány „in Libenow alias in Chodonibus“. Tento neobvyklý zápis ovšem vysvětlil J. V. Šimák jako písařskou chybu, kdy písař z roztržitosti vepsal jméno, které viděl na předchozí stránce (tam Chodský Újezd). Hodkovice zřejmě nebyly založeny Chody (přinejmenším to není doloženo).
Vedle těchto dříve velmi populárních, ale dnes antikvovaných teoriích o vzniku, je široce přijímanou teorií, že Hodkovice vznikly jako slovanské sídlo s kostelem, vzhledem k patrociniu kostela (sv. Prokop) se pak klade vznik do 13. století (po roce 1204). Snad již vznik této osady měl silnou vazbu na důležitou cestu vedoucí z Prahy do Lužice. Tato osada je prvně doložena roku 1352 („Hodcouicz“). Teprve roku 1360 je zmínka o pozemkové vrchnosti, kterou byl Jan st. a Jan ml. z Dražic.
Tvar českého jména města Hodkovice ukazuje na slovanský původ sídla a jedná se o velmi produktivní formu jména odvozenou od obyvatel, která znamená totéž co „[ves] lidí Hodkových“. Nejpozději roku 1376 jsou Hodkovice doloženy i pod svým německým jménem „Libenau“. Německé jméno Liebenau má germánský původ a význam se vykládá (Erich Gierach) jako vesnice „in der lieben Au“, tedy „v milé nivě“). Obě jména nemají etymologicky žádnou souvislost, což by spolu s neobvykle umístěným kostelem mimo obvod sídla ukazovalo na dvojí založení. K tomuto novému založení mělo dojít za nového pána Jana z Biberštejna, který zároveň zakládal pevný hrad Frýdštejn (i zde se jedná o teorii, protože Frýdštejn je doložen teprve roku 1385 již za jiného majitele), což umožnilo založit v jeho blízkosti novou vilu forensis (trhovou ves), která využívala základ slovanského sídla, ale na místo obranného postavení na úpatí Kostelního vrchu bylo sídlo adaptováno pro intenzivní obchod umístěním přímo na cestu (ačkoliv zprvu mohly mít jednoduché ohrazení, nejsou nikdy doloženy jako město s hradbami).

### Formování města v patnáctém a šestnáctém století

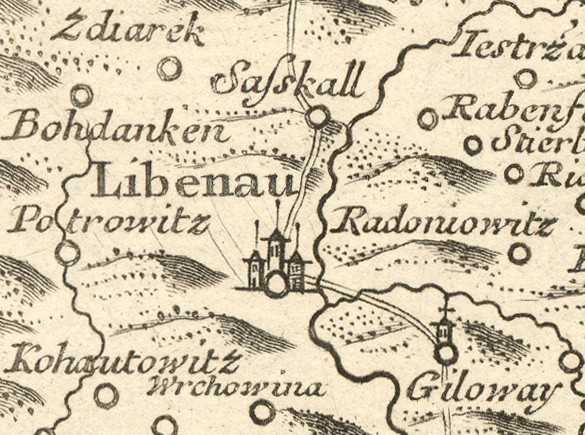
Hodkovice (Libenau) jako „Markflecken“ (městečko) na Müllerově mapě Čech (1720) s naznačenou stezkou od Jílového k Záskalí

Od 14. století je známá základní posloupnost majitelů Hodkovic, ale teprve od 16. století dostává sídlo přesnější obrysy. Až do roku 1540 docházelo k poměrně častému střídání majitelů na hradě Frýdštejn a s tím i pozemkové vrchnosti Hodkovic. Hodkovice po smrti Bibrštejna přešly do majetku Bohuňka Puklice, později zvaného z Frýdštejna. Nejvýznamnější majitelem však byl během husitských válek Bohuš z Kováně, katolík posléze vojensky přesvědčen k změně náboženství. Bohuš byl husitskými vojsky obležen na Frýdštejně, při této i dalších vojenských taženích mohly být vzhledem k umístění na důležité stezce zasaženy i Hodkovice, ovšem doklady pro to nejsou. Roku 1540 koupil Frýdštejn Jan z Vartenberka († 1543). Za Jana z Vartenberka vznikl urbář (roku 1540, ale dochovaná je pouze aktualizovaný z roku 1547), kde jsou Hodkovice prvně nazývány městečkem. Je doložena i důležitá obchodní funkce městečka (právo vybírat clo, pořádání trhů). Janův syn Adam se účastnil stavovského povstání, proto byl majetek konfiskován a pod přímou správou panovníka spojen s panstvím Český Dub. Po potlačení stavovského povstání získal statek Jan z Oppersdorfu. Adamovi z Vartenberka se později podařilo získat zpět alespoň panství Skály a (Hrubý) Rohozec, poté se soudil s Oppersdorfem o hranice mezi panstvími mezi dubskými Hodkovic a rohozeckým Jílovým.
Po Oppersdorfech přešlo roku 1591 panství na Smiřické ze Smiřic, po kterých přešlo na Albrechta z Valdštejna.
O fungování města jsou vedle urbáře jen pro 16. století kusé informace. V roce 1524 je doložen kantor z Hodkovic, což je velmi rané doložení školy na poddanském místě, byť se předpokládá, že v sídlech far školy existovaly již o poznání dříve.
Až hluboko do 17. století nejsou známa privilegia a vrchnostenská úprava správy městečka, lze zmínit například rekonstrukci hodkovického historika F. K. Langa sázení nové rady pro rok 1586. V sobotu po sv. Pavlu 1586 do Hodkovic přijel dubský hejtman Quirin Arnolt z Jankovic jako zástupce vrchnosti, vdovy Marie Opppersdorfové. Poté přihlížel za účasti velké obce a dalších vrchnostenských úředníků, jak stará rada složila účty a poté jmenoval novou radu dvanácti konšelů.

### Sedmnácté a osmnácté století

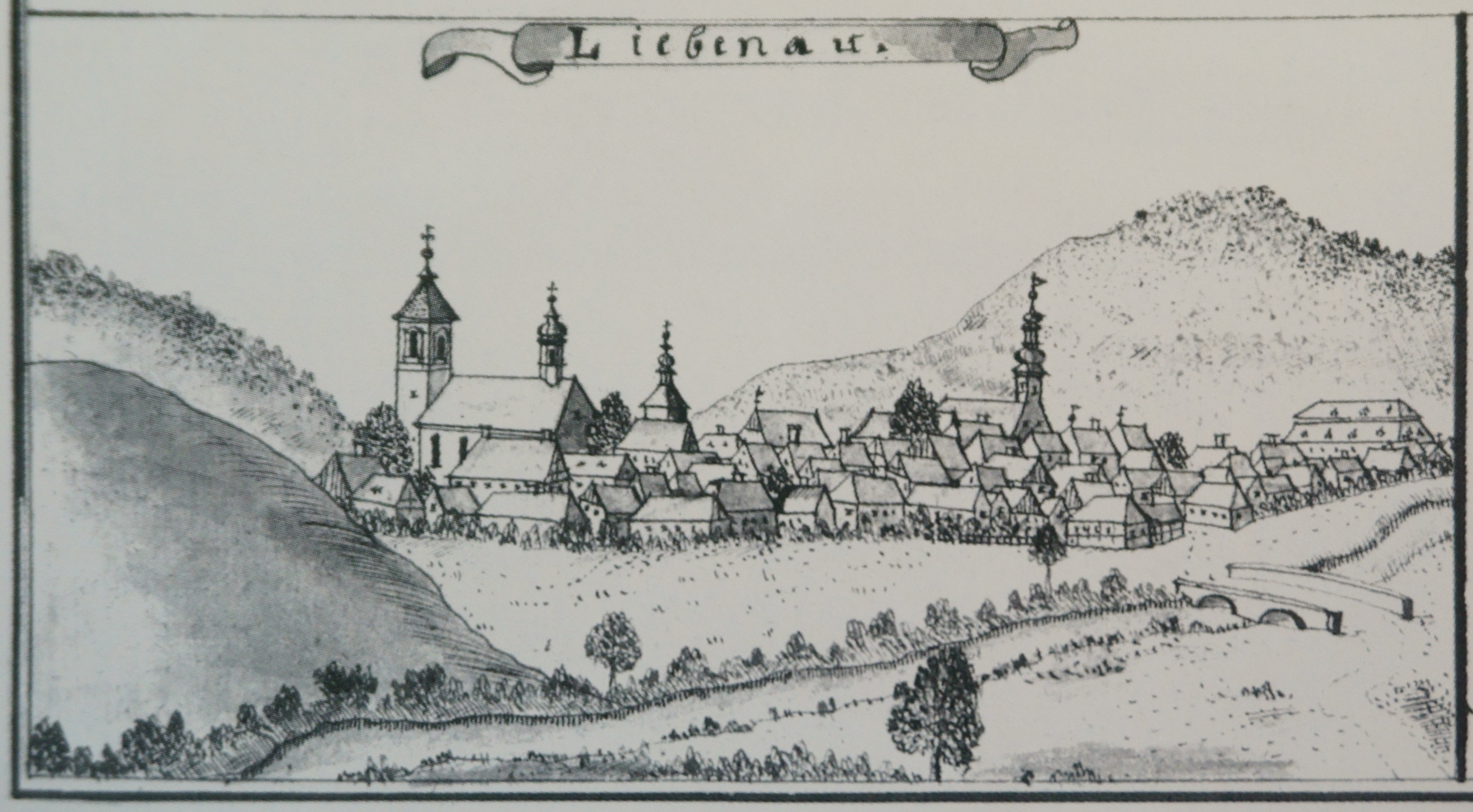
Z první poloviny 18. století pochází první vyobrazení Hodkovic (pohled přes Mohelku) na kresbě Friedricha Bernharda Wernera (Topografie Čech a Moravy)

Po Smiřických koupil českodubské panství Albrecht z Valdštejna v dražbě. Záhy poté oddělil Hodkovice od panství, kdy bylo z městečka vytvořeno samostatné léno Frýdlantského vévodství. Nejprve udělené roku 1624 Christophu Ecksteinovi z Ehrneggu, který roku 1627 prodal město Adamu Vilému Schellartovi (téhož roku popraven a město opět získal Eckstein) a roku 1627 Janu Kunešovi z Lukavce, po něm dědil jeho syn Hanuš Felix Kuneš z Lukavce. Po Valdštejnově zabití propadlo českodubské panství králi a ten ho již s Hodkovicemi roku 1636 daroval Janu Ludvíkovi Isolanimu.
Isolaniho majetek přešel na jeho dcery, v roce 1653 poslední žijící dcera Regina vstoupila do kláštera augustiniánek u sv. Jakuba ve Vídni a právo spojené s vrchním pozemkovým vlastnictvím přešlo na vídeňský klášter (to trvalo až do roku 1782, kdy byl klášter zrušen).
Vývoj během třicetileté války a vlastnictví kláštera byl v mnoha ohledech nepříznivý. Omezeny zřejmě musely být obchodní styky s Lužicemi, které ve 20. letech 17. století přešly ze svazku zemí Koruny české pod správu saského kurfiřta. Zřejmě v silně nekatolických Hodkovicích došlo k rekatolizaci a s tím se spojuje i germanizace obyvatelstva během století. Z přelomu 17. a 18. století (1692, 1707) jsou doloženy dva ničivé městské požáry.
Zároveň v 17. století jsou připomínána městská privilegia. Kdy se Hodkovice staly městem není známo. Ještě při soupisu poddaných podle víry (1651) jsou Hodkovice uváděny jako městečko, v roce (1654) jsou zmiňovány jako město, ovšem i poté jsou zmiňovány jako městečko. Hodkovice byly především obchodním centrem, měly právo pořádat výroční trhy (od roku 1760 tři). Hodkovští byly též osvobozeni od roboty, potvrzena pazderna a měly privilegium, že se na území města nesmí usadit žid. Samostatnost sídlo posílilo roku 1674, kdy bylo znovu obsazeno místo hodkovického faráře, po požáru byl postaven také nový kostel roku 1720.
Tereziánské a josefinské reformy se dotkly i správy města. Hodkovice disponovaly hrdelním právem (hrdelní soud IV. třídy), roku 1721 byla naposledy vykonána poprava českodubským katem, šibenice zbořena 1751 (na Kostelním vršku dodnes v katastrální mapě pomístní jméno U šibenice zřejmě lokalizuje místo poprav), oficiálně o právo vykonávat hrdelní tresty přišly Hodkovice reformou soudnictví roku 1765. Samospráva byla významně omezována, Sommer zmiňuje Hodkovice jako otevřené municipální město (nezmiňuje od kdy), které mělo od roku 1792 zřízený regulovaný magistrát skládající se z purkmistra a jednoho zkoušeného radního.

### Devatenácté století

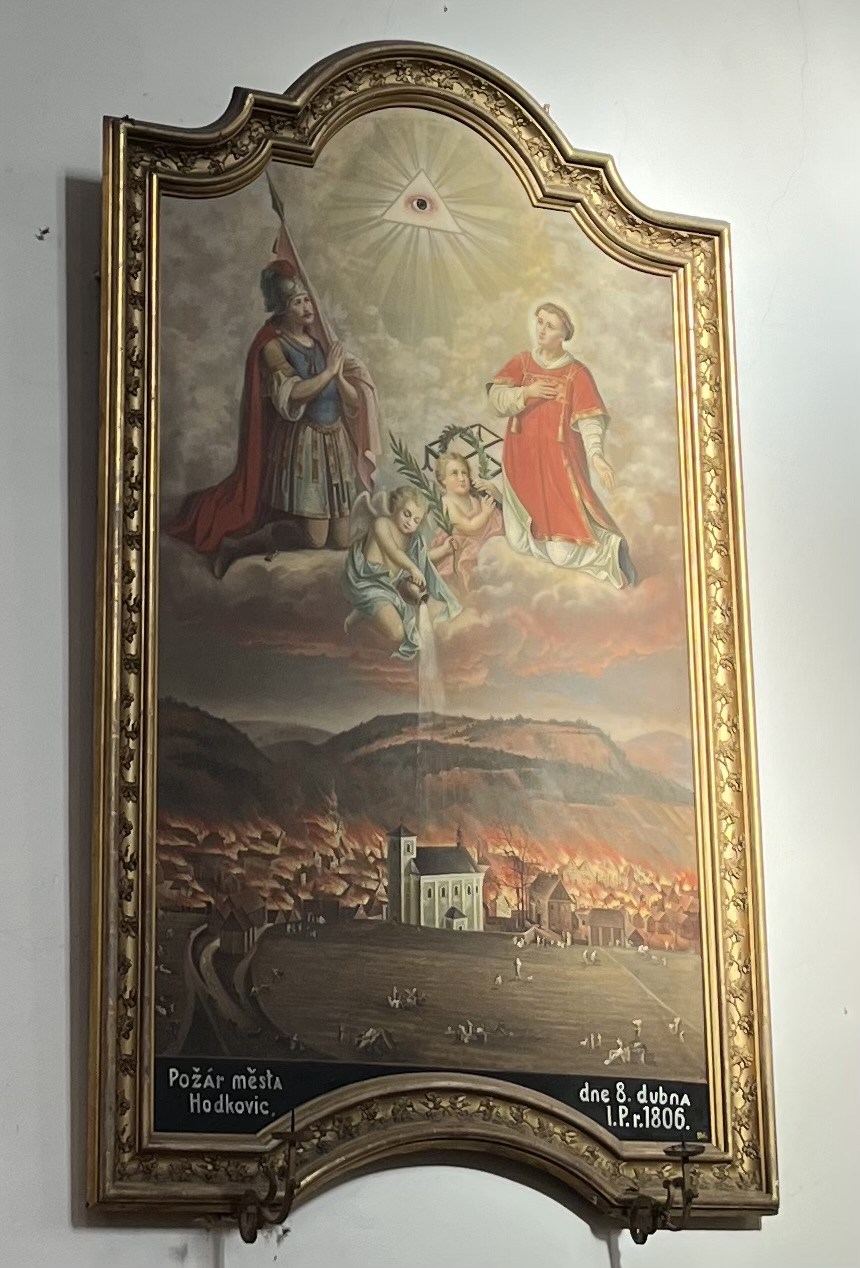
Požár Hodkovic v roce 1806, obraz z kostela Sv. Prokopa v Hodkovicích

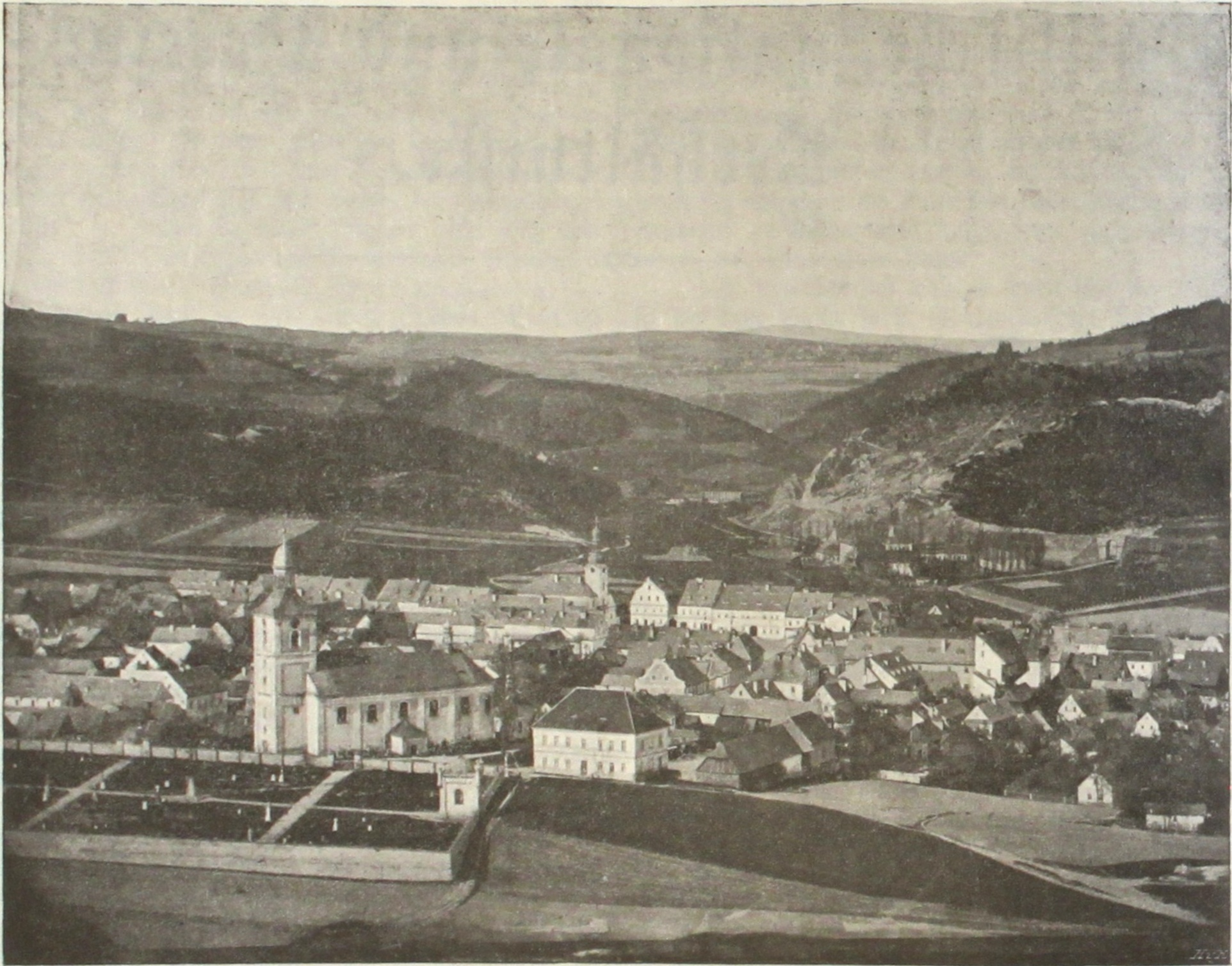
Hodkovice v roce 1860

Po rušení augustiniánského kláštera byl majetek převeden na dolnorakouský náboženský fond. V době správy náboženským fondem došlo k největšímu požáru města 8. dubna 1806. Shořel částečně městský archiv, což si vyžádalo vydání nových městských privilegií císařem Františkem I. roku 1808. Došlo také k intenzivní stavební činnosti na pohořelých pozemcích.

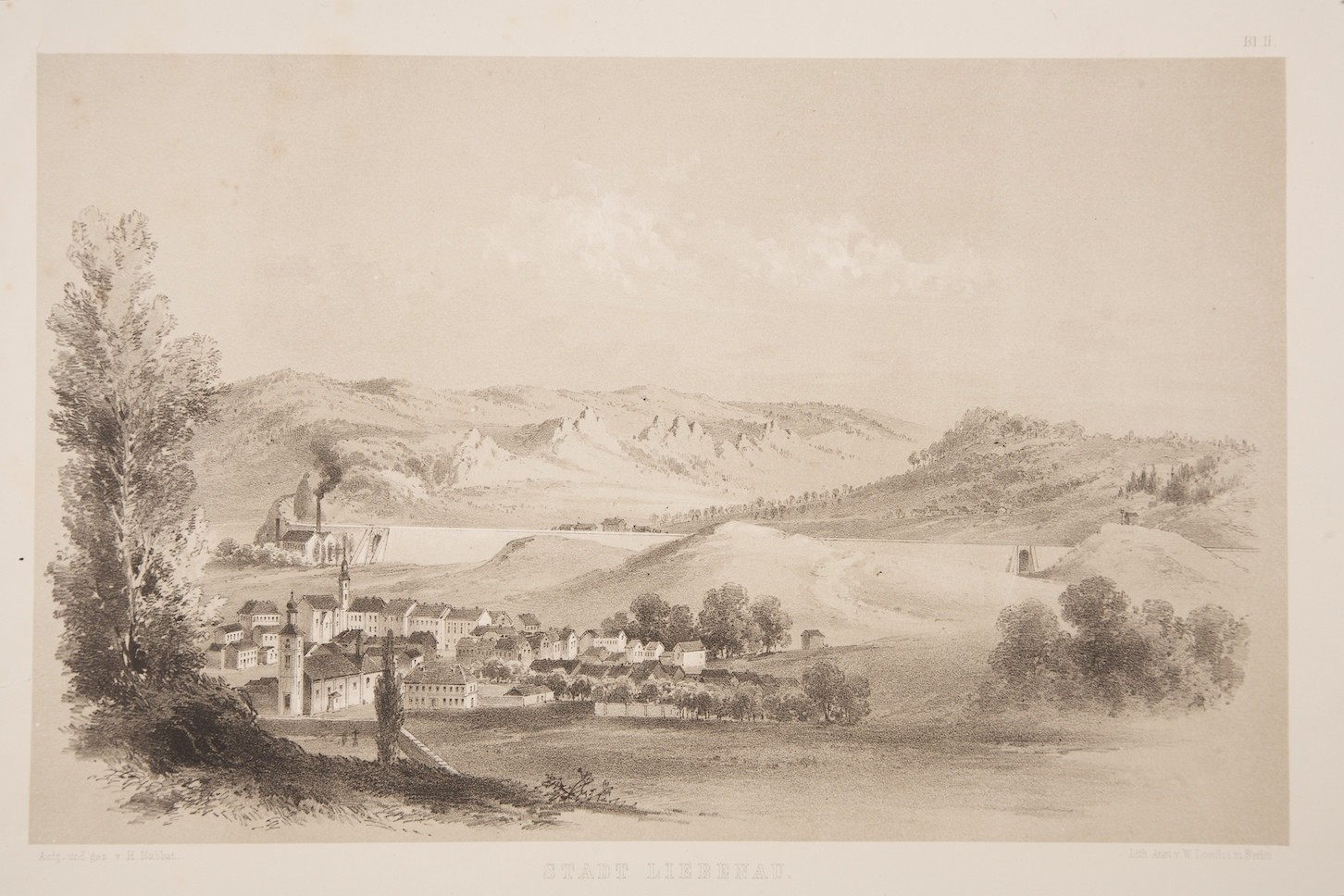
Pohled na město okolo roku 1866 (do r. 1868), v levé části důležitá linka kostel (se současnou věží a předsunutým nový hřbitovem), radnice na náměstí a vzadu za městem Blaschkova továrna

V roce 1838 od náboženského fondu koupil panství Kamil Rohan, který město vlastnil až do zrušení vrchní vlastnictví půdy roku 1848. Po zrušení patrimoniální správy se nově země dělila na okresy, Hodkovice se okresním městem nestaly a byly zařazeny nejprve do soudního okresu Český Dub (politický okres, resp. hejtmanství Turnov), v roce 1869 potom převedeny do soudního okresu Liberec (politický okres Liberec). Jisté změny nastaly i ve správě města, zrušen byl regulovaný magistrát. Větší význam opět získaly volení zástupci, volil se výbor (resp. dnes známější zastupitelstvo) a náhradníci, ze zastupitelstva se volil starosta a radní. V roce 1905 bylo zastupitelstvo v Hodkovicích třicetičlenné, z toho jeden byl virilista (byl jím největší plátce daní, podnikatel Max Blaschka) a k tomu patnáct náhradníků. Bylo zvoleno pět radních a starosta (jeden z nejdéle úřadujících starostů Adolf Kirchhof). Obecní úřad se skládal ze sekretáře, kancelisty, placení zaměstnanci byli ještě tři policisté.
Těžké časy městu přinesly dva velké vojenské střety. Roku 1813 během napoleonských válek u Hodkovic leželo 4000 napoleonských vojáků. Během prusko-rakouské války roku 1866 prošlo pruské vojsko přímo Hodkovicemi. Škoda ve městě byla vyčíslena na 41 448 zl.
Doba 19. století je ve znamení průmyslového rozvoje Hodkovic, význam získala rodina Ungrů díky obchodu se sklem, sklářská rodina Blaschků, kteří vybudovali také tkalcovnu. Jistě do tohoto vývoje zasáhla stavba železnice (Liberec–Pardubice), na které práce probíhaly od roku 1856 a byla uvedena do provozu roku 1859. Z více variant byla vybrána ta, která probíhala blízko Hodkovic, v údolí Mohelky, u Hodkovic probíhá naproti městu na druhém břehu řeky. Mnoho Hodkovických vnímalo zavedení železnice negativně, protože znamenala úpadek tradičního povoznictví a všech řemesel, které zde byly vázány na tuto dopravu. Zřejmě podobně negativní měla železnice dopad na sklářskou živnost průmyslníka Ungra, protože velký význam získaly podhorské lokality též navázané na železnici (Jablonec nad Nisou), což vedlo k úpadku obchodu se sklem v Hodkovicích v průběhu druhé poloviny 19. století.
V 19. století se významně prohloubilo spojení i dalšími způsoby, než jen železnicí. Roku 1816 zřízena poštovní stanice (přičemž sběrna dopisů v městě existovala již dřív), roku 1877 rozšířeny služby pošty o telegraf a 19. dubna 1902 proběhl první telefonní hovor. Kvalitu života zvýšilo zavedení osvětlení 1864, rozšíření vodovodu roku 1887, v roce 1909 zavedení elektrické osvětlení. V roce 1912 slavnostně otevřen nově postavený dětský domov.
Od druhé poloviny 19. století se prohlubovala nesnášenlivost mezi německou většinou a českou menšinou ve městě. Nejdůležitější byl spor o zřízení české menšinové školy. V roce 1870 byla postavena vzorná budova sloužící měšťanské a obecné škole, která byla ale jazykově německá. Češi nakonec zřídili svoji školu roku 1890 a to pouze jako soukromou školu (tzv. matiční, tedy s podporou Ústřední matice školské). Škola byla v Pražské ulici, poblíž byl také zakoupen dům pro Českou besedu. Naproti tomu Němci pořádali roku 1910 městskou slavnost (Heimatsfest), která zdůrazňovala především význam Němců pro město.

### Po roce 1918

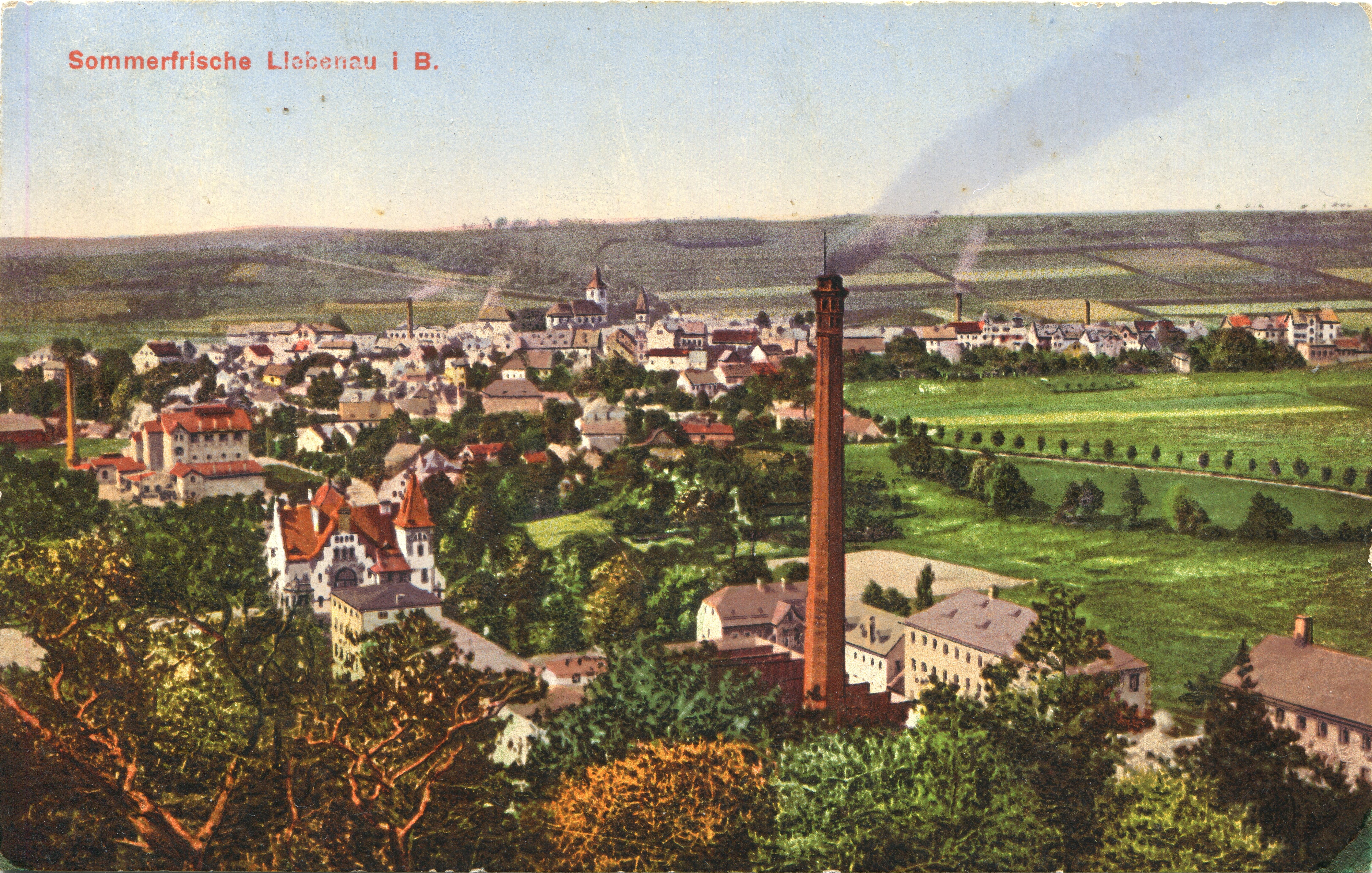
Stav města okolo roku 1912, pohled přes Blaschkovu továrnu ke kostelu a Kostelnímu vršku

Vývoj v pohraničí po skončení války nebyl jednoduchý (nejen kvůli vyčerpané ekonomice). Díky dohodě mezi českými zástupci a starostou Adolfem Kirchhofem došlo k relativně poklidnému převzetí moci nové republiky v německých Hodkovicích. Význam Čechů ve městě záhy stoupal (při volbách 1919 bylo v zastupitelstvu 19 Němců a 11 Čechů) a k porozumění docházelo velmi pomalu. Z české školy se stala stejně jako z německé veřejná a záhy se stavěla i nová budova (otevřena 1925). Probíhala i stavební činnost, zejména na Liberecké silnici, kde byla vystavěna kolonie. V roce 1926 byla založena tradice závodů do vrchu z Hodkovic do Záskalí, po předchozích pokusech začala být využívána v roce 1936 náhorní plošina na Kostelním vršku k plachtění.
V řadě oblastí však po válce docházelo k neblahému vývoji. Významně ubylo obyvatel: Podle sčítání roku 1910 mělo město 3022 obyvatel, z toho 2530 mluvilo německy. V roce 1921 bylo shledáno 2584 obyvatel, z nich se 923 přihlásilo k české národnosti. Po velké hospodářské krizi roku 1929 byl průmyslový liberecký okres značně zasažen (v této době končí Blaschkova továrna, pivovar skončil již roku 1925), v Hodkovicích bylo až 618 nezaměstnaných (v roce 1936). Po krátkém smíření obou jazykových skupin se od roku 1935 kvůli politické situaci v zahraničí začala znovu prohlubovat propast a velký úspěch slavila SdP Konrada Henleina. Po zabrání Sudet v roce 1938 odešlo z města 392 Čechů. Budovy Blaschkovy továrny byly adaptovány pro potřeby válečného průmyslu, vojensky bylo využíváno i letiště. Během války zemřelo 75 obyvatel a 25 bylo pohřešovaných.

### Po roce 1945
Ještě větší rána však přišla po skončení války, kdy z města odešlo 2300 (1300 odsunuto) Němců a zůstalo pouze 135 německých obyvatel. Z této rány se město nikdy nezotavilo, k 1. lednu 2017 mělo město 2900 obyvatel, toto číslo se poněkud blíží předválečnému stavu, nicméně během druhé poloviny století bylo k obci připojena řada dříve samostatných obcí a částí, které do předchozích čísel nebyly zahrnuty. Dalším problémem bylo, že mezi novými českými kolonizátory opuštěného města byly i pochybné existence a ziskuchtiví „zlatokopové“. V roce 1950 bylo v Hodkovicích 1534 Čechů, 74 Němců, 4 Rakušané, 2 Číňané a jeden Francouz. Kvůli poklesu obyvatel přišly Hodkovice o status města, v roce 1949 obec Hodkovice změnila úředně jméno na Hodkovice nad Mohelkou. Obec spravoval místní národní výbor.
Po roce 1948 docházelo na poli hospodářském k řadě experimentů. Od roku 1950 byla snaha o vybudování jednotného zemědělského družstva, ovšem tyto snahy nebyly úspěšné, projekt ukončen roku 1964 a začal hospodařit státní statek. Byla zrušena prosperující Grafická tiskárna (Ahrens). Naopak velký důraz byl kladen na provoz firmy Palux, která adaptovala prostory Blaschkovy továrny (po válce Pal, Autobrzdy, Monroe). Firma přečkala transformaci a funguje i po roce 1989.
V rámci obecní správy došlo k centralizaci, v roce 1963 bylo připojeno Záskalí, 1965 Radoňovice (počet obyvatel překročil 2000 a Hodkovice byly opět městem, spravoval je městský národní výbor), v sedmdesátých letech 20. století potom i Jílové.
Při invazi vojsk Varšavské smlouvy do Československa v srpnu 1968 projely městem tanky okupačních vojsk.
V 60. letech se také značně budovalo, sídliště Zálesí, lyžařský vlek v Buršíně. Do života města se vepsala stavba úseku dnešní silnice I/35 podél Hodkovic v roce 1969–1974, která rozrušila tradiční silniční ukotvení Hodkovic v krajině. Dopravní páteř byla odkloněna ze středu města, Pražská silnice se dokonce stala slepou. Spíše negativně se hodnotí některé stavební úpravy v centru města, stavba hmotově příliš výrazného kulturního domu a především zbourání staré rychty a Blaschkovy vily. Rozsáhlým projektem byla v roce 1964 budovaná rozvodna Bezděčín (na území obce Jílové, dnes tedy v Hodkovicích), která zejména kvůli pozdějšímu spojení s rozvodnou Babylon (okr. Česká Lípa) zasahuje významně i do tvářnosti města.

### Po roce 1989
V roce 1991 ve svobodných volbách slavilo úspěch Občanské fórum, národní výbor ukončil svoji činnost a nahradilo ho zastupitelstvo (15členné zastupitelstvo s pětičlennou radou, tři radní, starosta a místostarosta) a zvolen byl starosta Josef Havlík. Velký důraz byl položen na životní prostředí a jeho ochranu (vybudována čistírna odpadních vod). Byly obnovovány památky a centrum města – v roce 1990 byla symbolicky již po čtvrté ve 20. století umístěna na náměstí socha T. G. Masaryka. Úspěšně byl privatizován podnik Autobrzdy (dnes Monroe Czechia, s. r. o.), který je největším zaměstnavatelem ve městě.

## Urbanismus

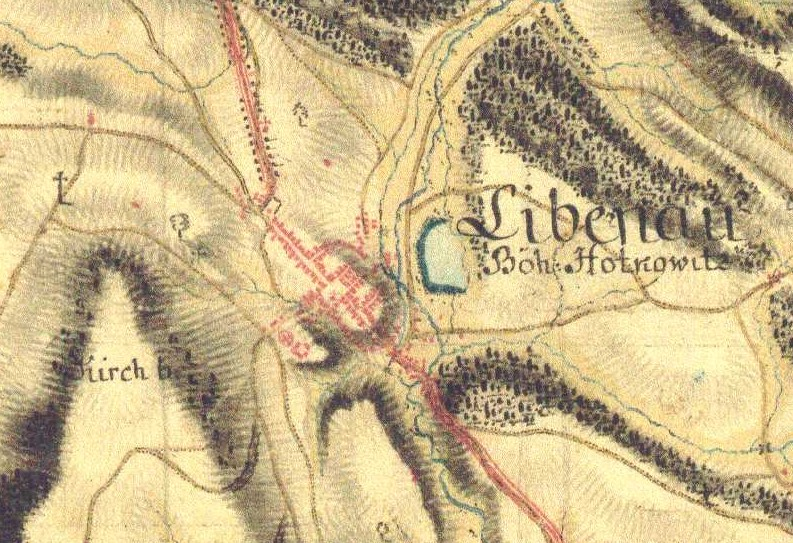
Hodkovice na mapě prvního vojenského mapování (1764), první mapová projekce, kde je již patrná jak konfigurace terénu, tak půdorysná dispozice města – nápadný je ze západu otevřený ovál tvořící jádro

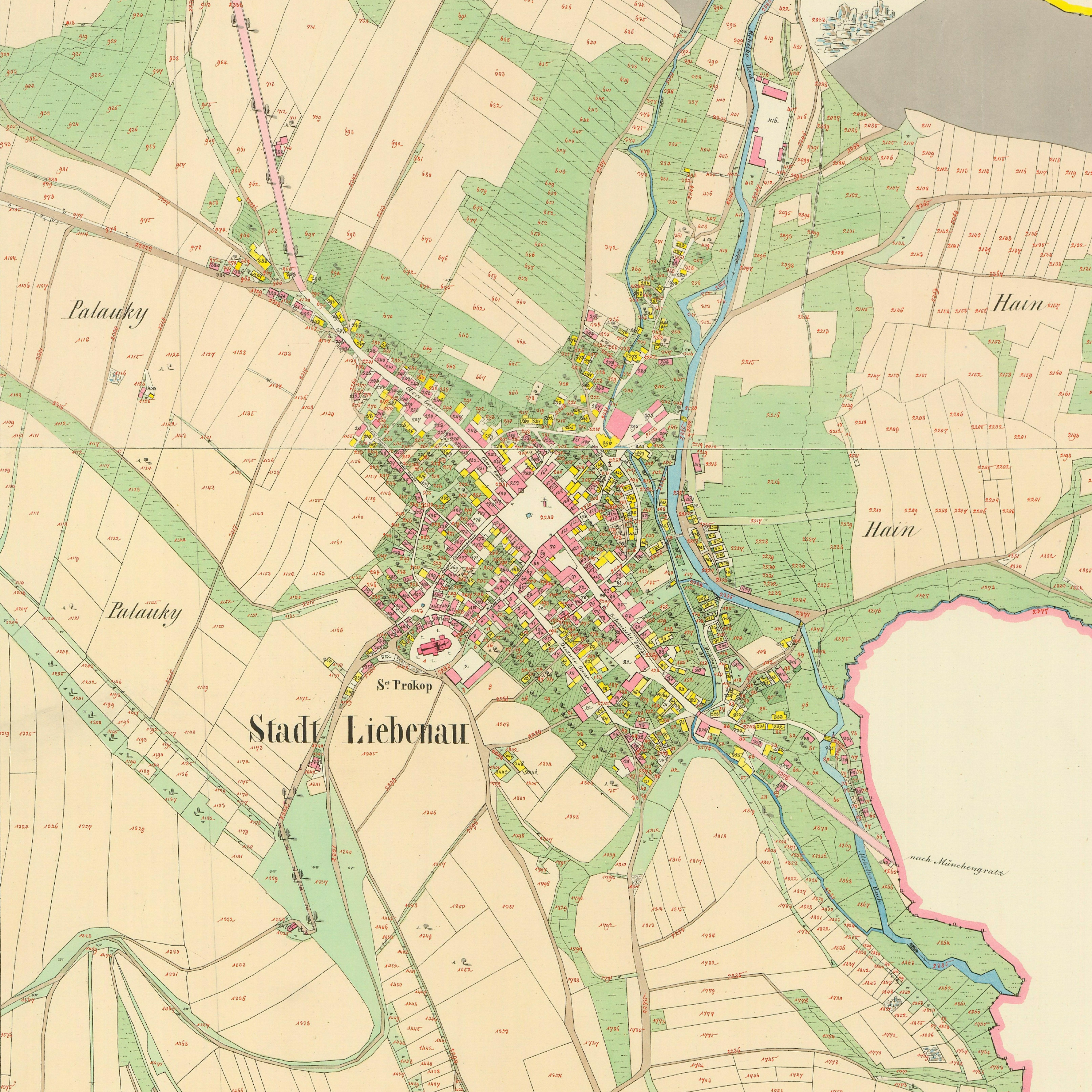
Hodkovice na císařském otisku Stabilního katastru (1843)

Urbanismus je do značné míry předurčen konfigurací terénu, tedy umístění do říčního údolí (a na důležitou stezku). Samotný původ kontinuálního osídlení je však doposud nejasný. Kvůli věrohodným zprávám o farní vsi Hodkovice se uvažuje, že původní sídlo se rozprostíralo v okolí kostela a snad na místě Dolánek, tedy v nivě Mohelky. Tato hypotetická slovanská osada by zabírala jih dnešního centra, ale krom bezpečně umístěného kostela se po ní v půdoryse nic nezachovalo. Tomáš Edel z českodubského muzea považoval za vhodné provést archeologický výzkum v Dolánkách a na jih od kostela směrem k Boženicím (samotné Boženice jsou již v prvním frýdštejnském urbáři jako pomístní jméno, mohl by to být doklad starší zaniklé osady), ovšem k tomu nikdy nedošlo hlavně kvůli předčasné Edelově smrti.

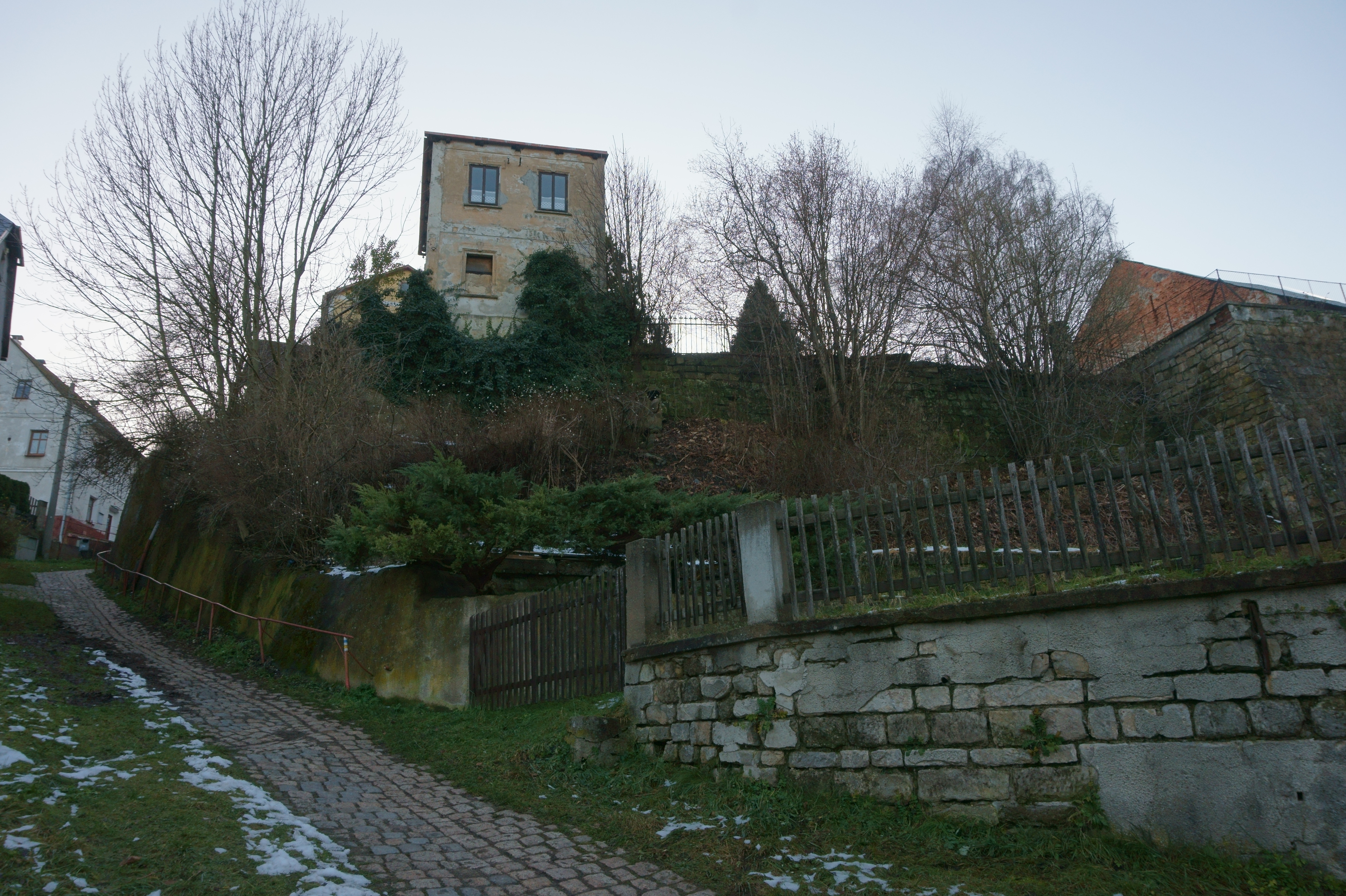
Řešení sestupujícího terénu terasami na severovýchodě centra města. Dlážděná cesta je ulice K. H. Borovského, jedna ze čtyř podélných středověkých cest vedoucích z rohů náměstí

Zřejmě nejpozději v sedmdesátých letech 14. století došlo k založení villy forensis (trhové vsi) na ortogonální ulicové soustavě, kterou současná situace odráží již poměrně přesně. Střed města leží na téměř pravidelně čtvercovém náměstí, jehož středem prochází hlavní silnice (dělí náměstí na dva obdélníky), podle které je veškerá zástavba orientovaná. Ze čtyř rohů náměstí vybíhají čtyři ulice, dvě na jihozápad směrem ke kostelu a dvě na severovýchod směrem k řece. Směrem od řeky (východ) a Dolánek (jihovýchod) terén směrem k centru města stoupá, tato nerovnost (snad podpořena lehkým opevněním) zřejmě byla strategicky využívána k obraně a naznačuje jí v půdorysu nápadný nedokončený ovál cest obíhajících náměstí. Naopak na západ a severozápad se město otvírala do zemědělsky využívané půdy a zde ani nikdy ovál nebyl dokončen.
Největší urbanistický rozvoj prodělalo město v období druhé poloviny 18. století a první poloviny 19. století. U Schallera mají Hodkovice 256 domů, roku 1843 již 387 domů. Pro rozvoj byl neorganizovaně využit prostor mezi centrem a Mohelkou. Urbanisticky pozoruhodné bylo především rozšíření středověké uliční sítě o dvě ulice souběžné s hlavní. Především dnešní Českou (ve stabilním katastru Německou, souběžnou s Pražskou ulicí), která je již zachycená na prvním vojenském mapování. O něco novější je ulice souběžná s Libereckou, která je ve stabilním katastru nazývána Nová (dnes Zahradní). Tato ještě není zachycena na prvním vojenském mapování a oproti „Německé“ je kratší a méně pravidelná. Velký požár roku 1806 stavební rozvoj zpomalil, ale i dále probíhal značně intenzivně. Město kvůli němu získalo jednotný klasicistní ráz, v jádru se prosadila zděná architektura.
V 19. století vznikly na okraji města dva rozměrně průmyslové provozy (1836 Blaschkova továrna a v roce 1899 nový pivovar), které dlouho tvořily panoramatické dominanty města. Od padesátých let výrazně rámuje siluetu města také těleso železnice (zejména typické panoráma z Kostelního vrchu). Jinak však úpadek řemesel působil spíše stagnaci, nebo alespoň zpomalení rozvoje.

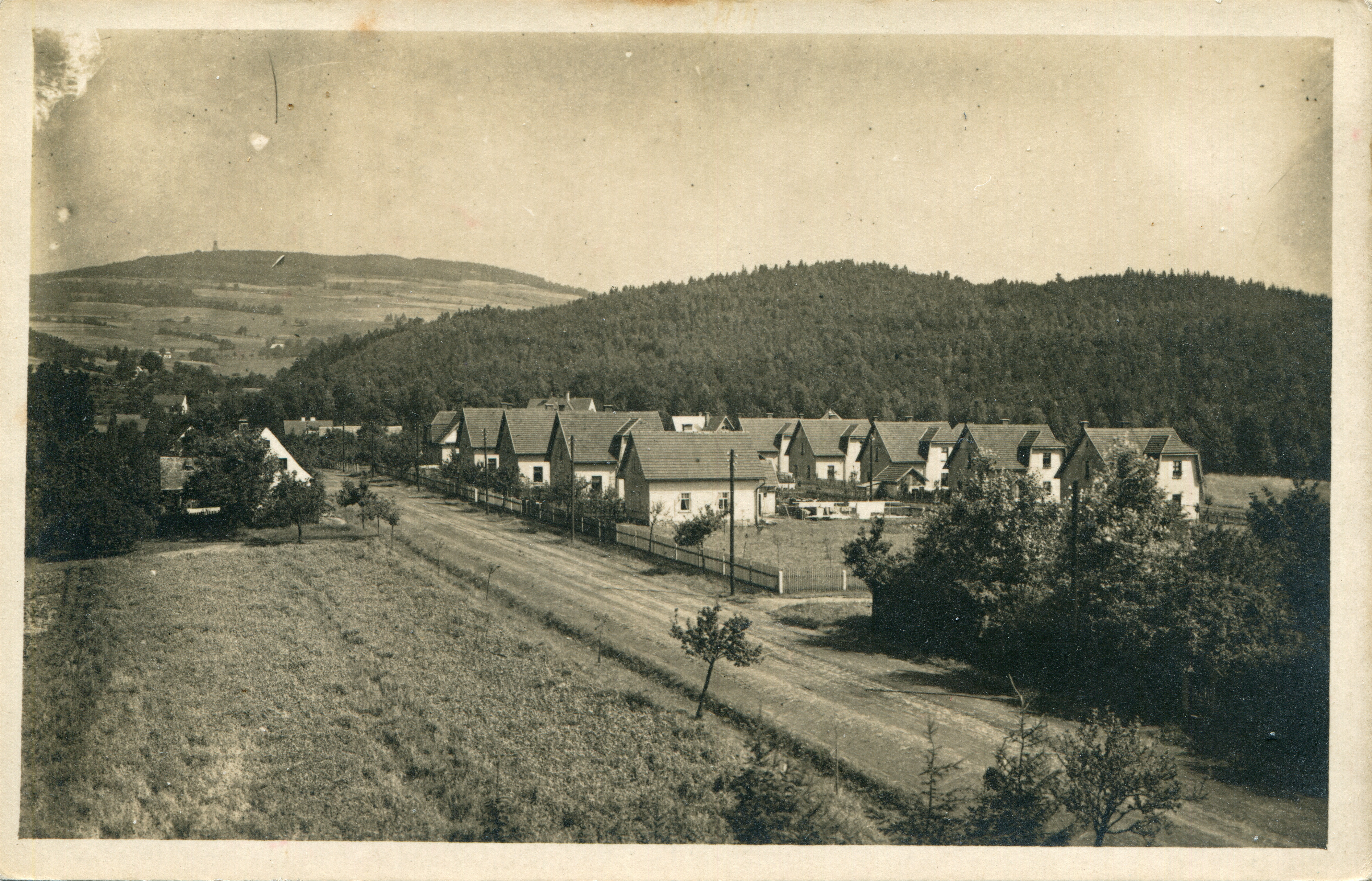
Kolonie při ulici Liberecká jednotně vystavěná roku 1925 (fotografováno zřejmě záhy po stavbě)

Rozvoj se nezastavil zcela a zejména v první polovině 20. století došlo k důležitým urbanistickým událostem. Kolmo k Liberecké ulici (poblíž, kde se k ní napojuje Zahradní/Nová ulice) byla připojena nová ulice (J. A. Komenského) s několika vilkami a hlavně novou českou školou. Z hlediska dalšího urbanistického vývoje je zajímavá především stavba skupiny dělnických domků tzv. Kolonie roku 1925 podle regulačního plánu při cestě od centra k Liberci. Kolonií se město začalo velmi výrazně rozpínat na sever a severozápad. Tuto tendenci již krátce před tím naznačilo několik výrazných solitérních budov (dětský domov a Hiřmanova vila). V druhé polovině 20. století do městského vývoje zasáhl odklon hlavního tahu silnice na Liberec v 70. letech 20. století. A dále projekt nového sídliště Podlesí severně od centra města v dosud nevyužitém prostoru mezi Kolonií a bývalou Blaschkovou továrnou.

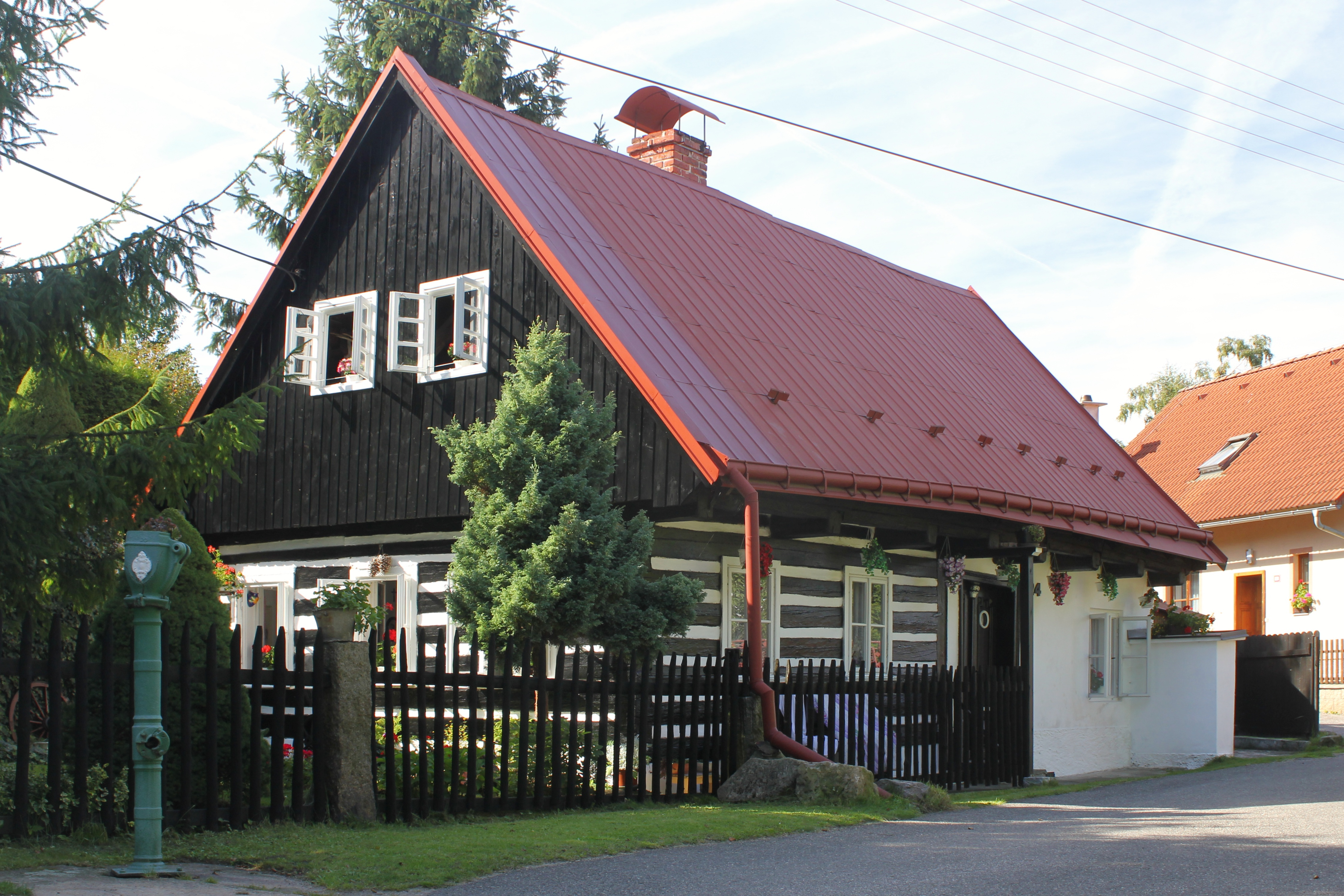
Sportovní ev. č. 24, příklad lidové architektury chráněný jako kulturní památka

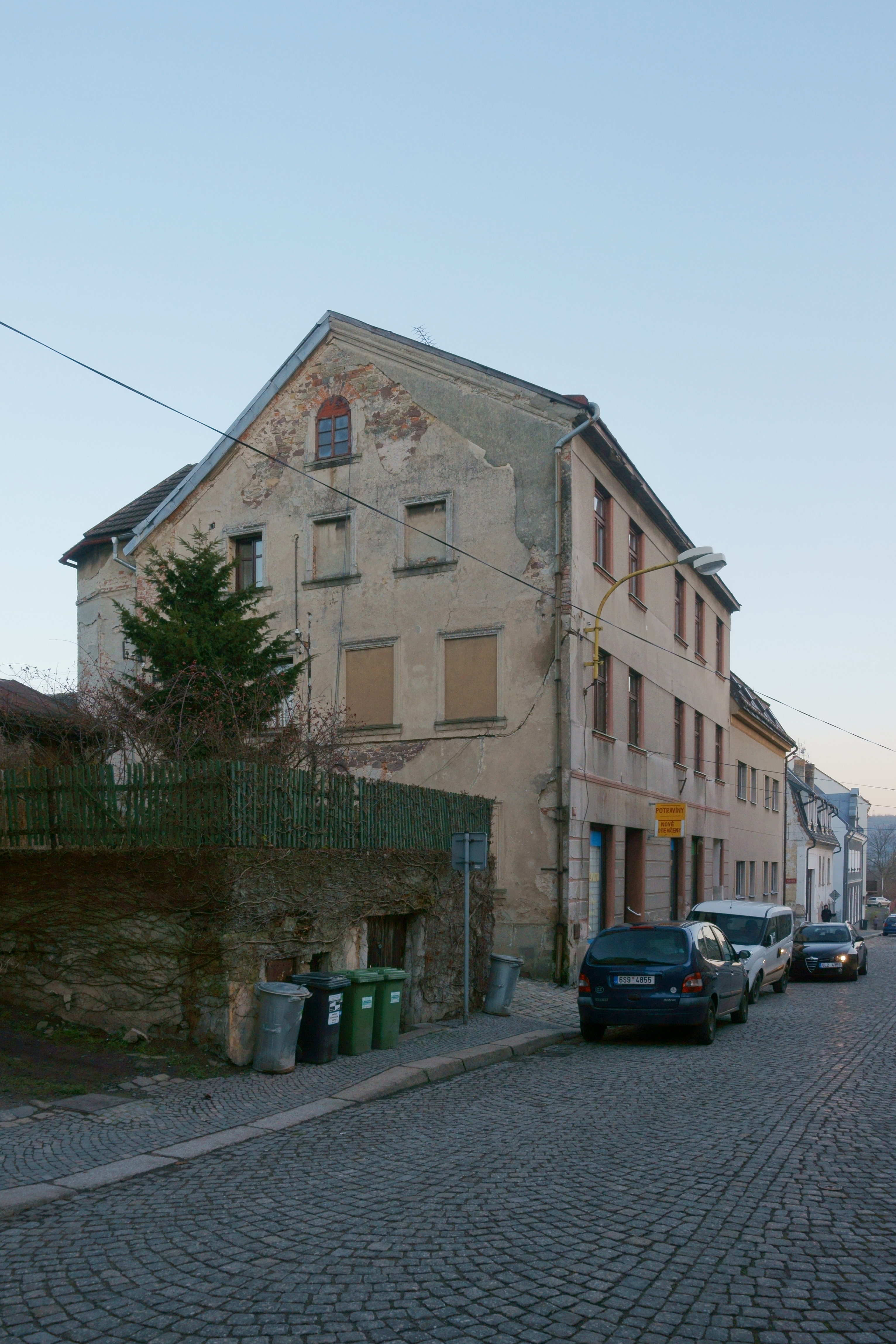
Na štítu domu čp. 200 (Pražská) patrná zřejmě ještě v první polovině 20. století provedená přestavba mansardové střechy na nové patro

V urbanistické skladbě je typická nízkopodlažní zástavba. V historickém jádru se dochovaly ještě poměrně běžně domy s přízemním podlažím a mansardovou střechou často štítem orientované do ulice, které jsou považovány za typické (např. Sokolská čp. 106, Koněvova čp. 119 a 120). Dále od centra v rámci památkové zóny se lze setkat s hodnotnými příklady lidové architektury, roubených domů (Liberecká ev. č. 13 s mansardovou střechou, Liberecká ev. č. 14, Sportovní ev. č. 24). Řáda domů si zachovala původní kamenné portály. Z přelomu 19. a 20. století se v jádru nachází i příklady kvalitní secesní fasády (přístavek k Pražská čp. 187).
Vývoj po roce 1945 měl na skladbu konsekvence vliv jak pozitivní, tak negativní. Stagnace zabránila příliš překotné stavební činnosti a zakonzervovalo historické centrum, tomu také pomohlo odklonění dopravy z centra (to umožnilo zachovat uliční síť a na mnoha místech i dlažbu). Ze statistiky vyplývá, že zatímco v roce 1910 měly Hodkovice 4039 obyvatel a 621 domů o dvacet let již měly jen 3302 obyvatel, ale počet domů ještě stoupal (v roce 1930 bylo ve městě 680 domů), po válce došlo k razantnímu poklesu obyvatel, ale začalo také významně ubývat domů (roku 1950 bylo 2166 obyvatel na 634 domů, od té doby počet obyvatel sice pomalu rostl, ale domů stále ubývalo, roku 1961 jich bylo 506 a roku 1980 již jen 461). Snížený zájem o domy (způsobený ať již zchudnutím obyvatel, tak stavbou sídliště) působil problémy s údržbou, což se projevilo u některých budov značným zjednodušením fasády, bouráním budov a vytváření proluk v zástavbě. Zejména bolestivé bylo stržení rychty v Pražské ulici, což byl do té doby největší roubený dům ve městě. V roce 1987 byla necitlivě stržena Blaschkova vila, nejvýstavnější vila města.

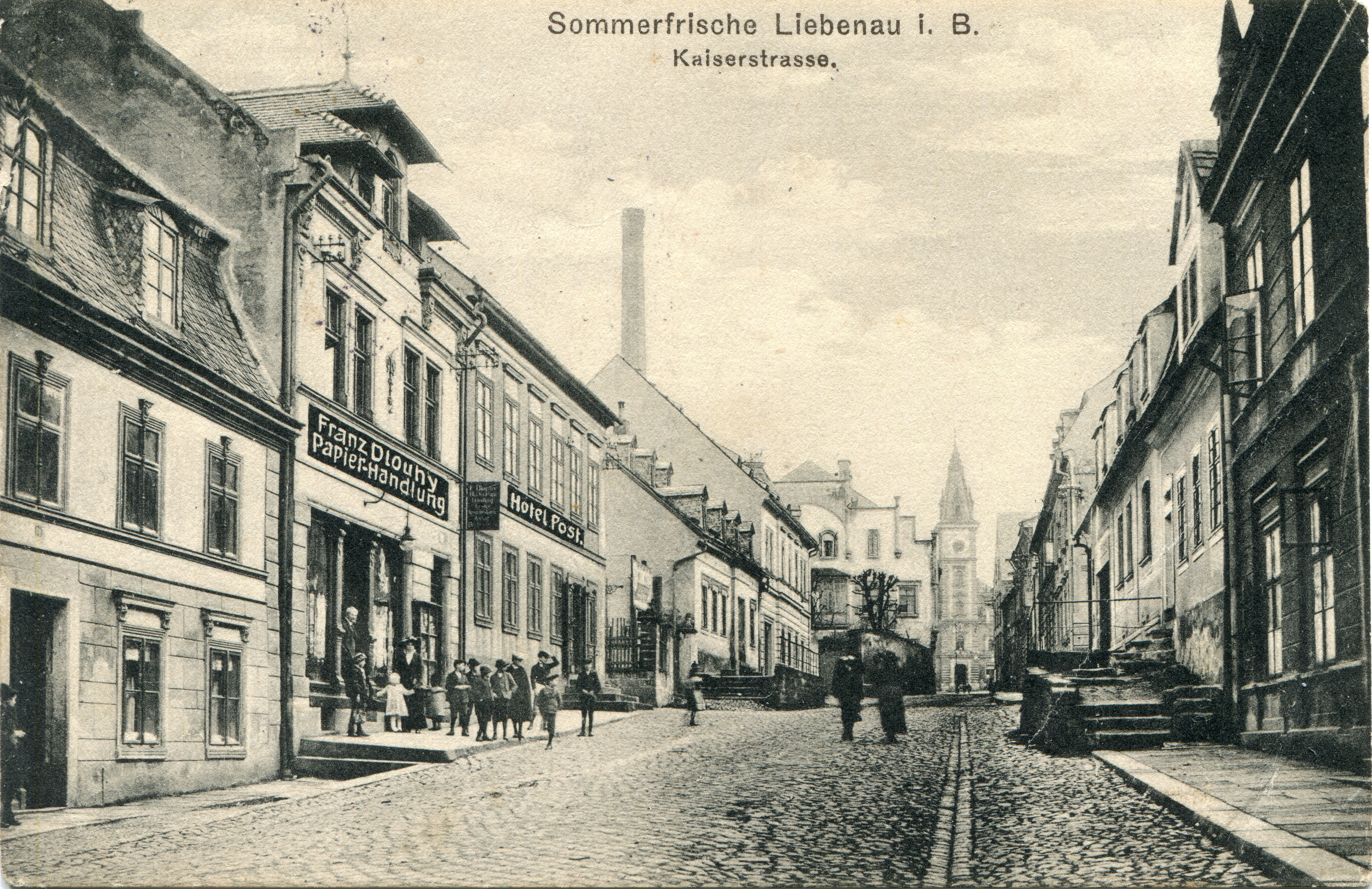
Pražská ulice (tehdy Císařská) okolo roku 1916
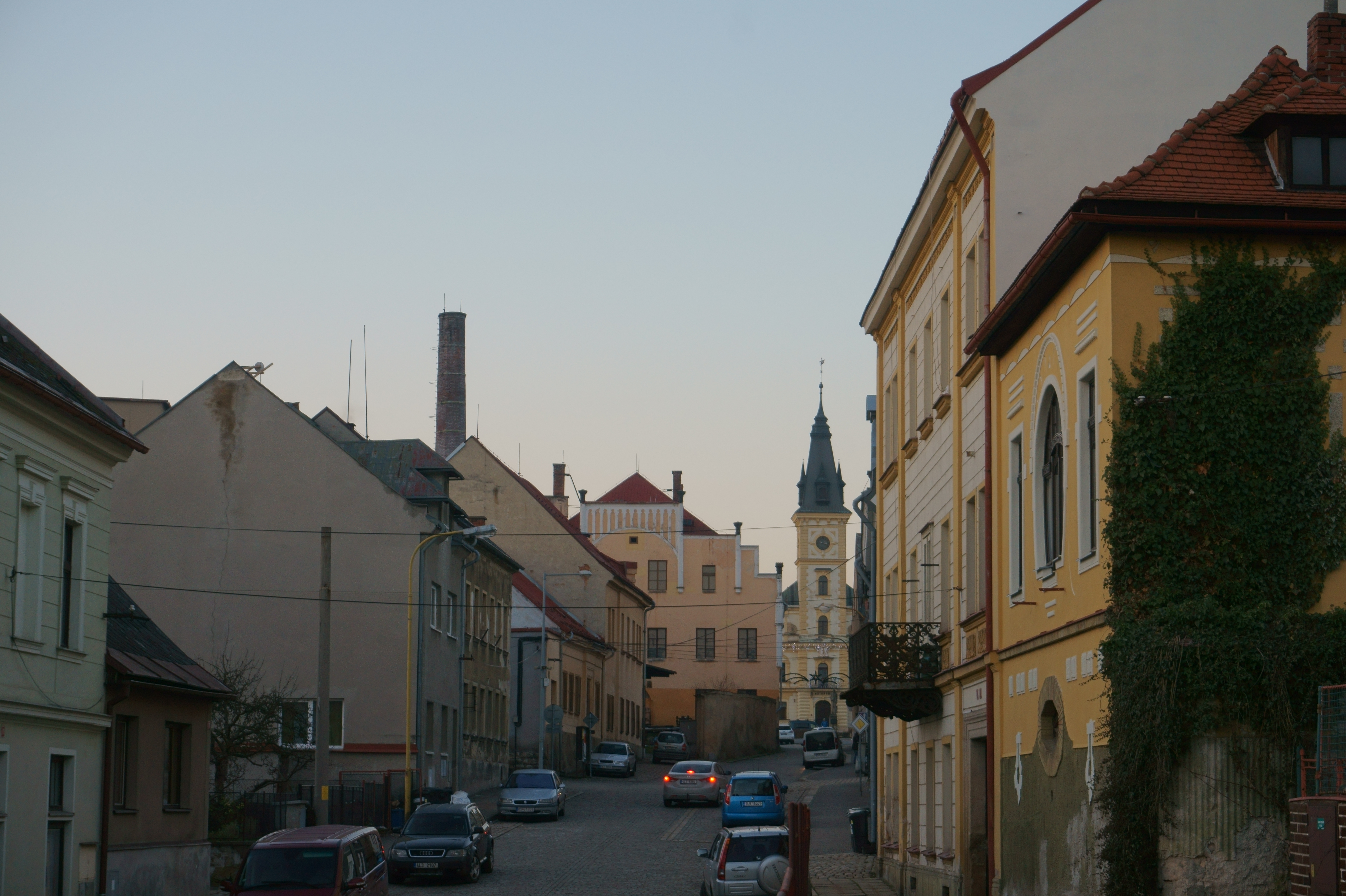
Pražská ulice, rok 2017, v okolí bývalého obchodu Franze Dlouhého je patrný důsledek negativního vývoje po roce 1945, zjednodušení fasád a vzniklá proluka
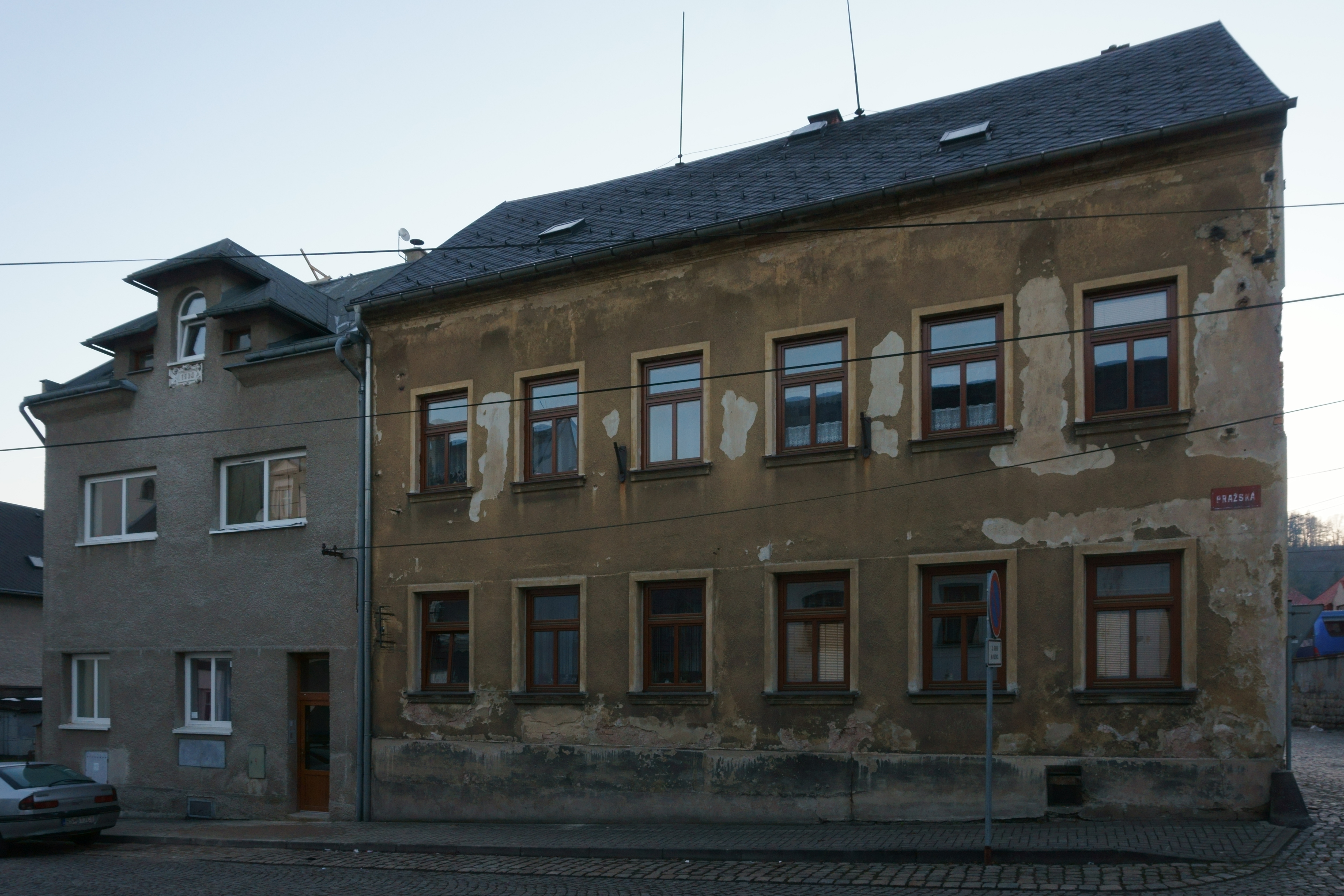
Pražská ulice, rok 2017, bývalý obchod Franze Dlouhého (vlevo) a bývalý hotel Pošta (Post, vpravo)

## Přírodní poměry
Hodkovice nad Mohelkou leží na geologicky složitém území, které je děleno Lužickým zlomem na dvě části. Sever je tvořen ještědským krystalinikem a jih tvoří druhohorní sedimenty české křídové pánve. Co se týká geomorfologie, tak se na území města stýká Česká tabule s Krkonošsko-jesenickou subprovincií. Město leží v údolí řeky Mohelka, v Hodkovické kotlině, která je vymezena z jihozápadu Kostelním vrchem (tím začíná Jičínská pahorkatina) a z jihovýchodu Horkou, od severu a severovýchodu prostor vymezuje Ještědsko-kozákovský hřbet s vrcholem Javorník. Kompozice terénu způsobila, že v místem, kde leží město, vedla trasa stezka lužického směru (Nisko-jizerská stezka).

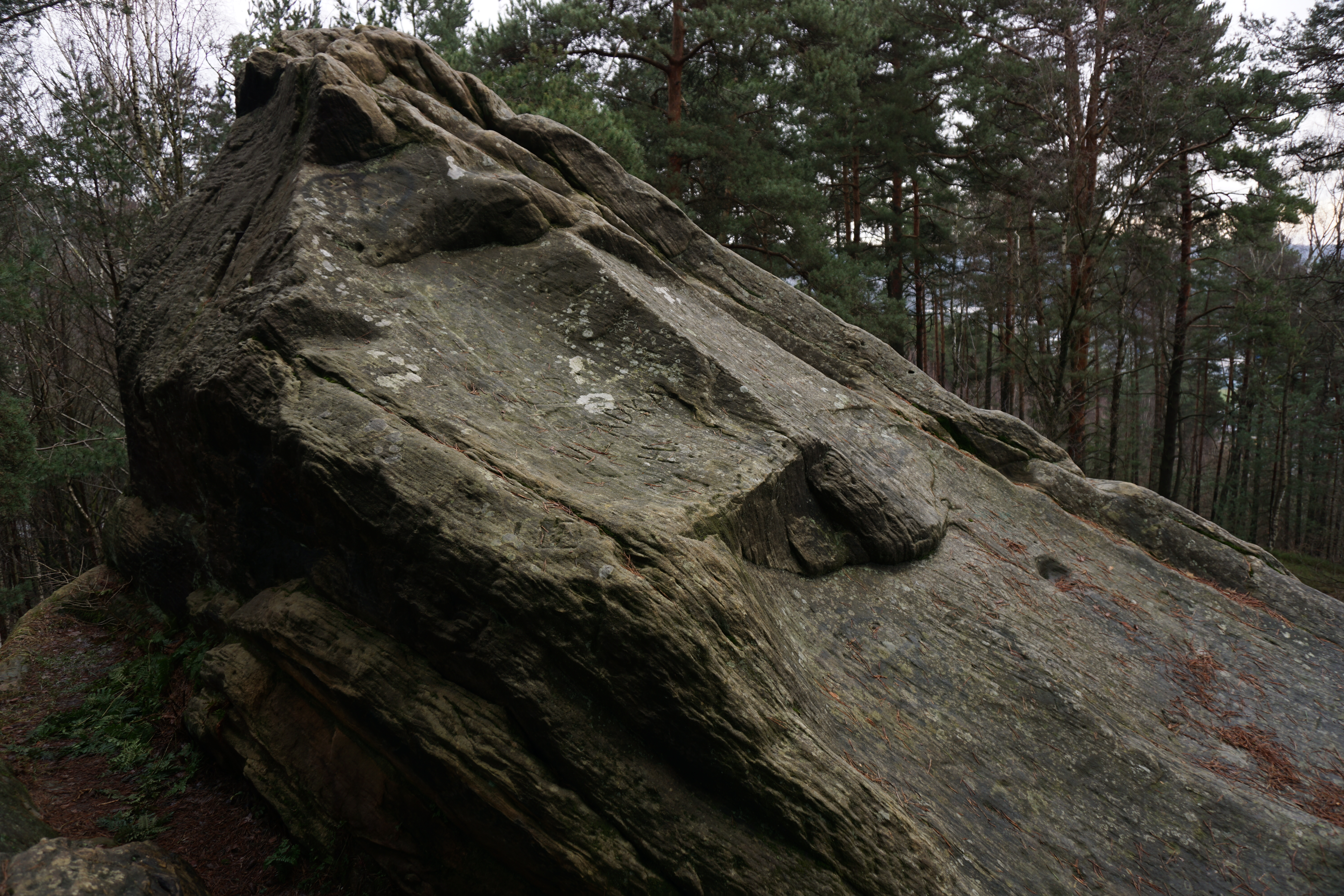
Pískovcový skalní útvar Štefanka

Sousední sídla města jsou Záskalí (ZSJ Hodkovic n. M.) na severu, Rádlo a Rychnov u Jablonce nad Nisou na severovýchodě, Rydvaltice, Pelíkovice, Radoňovice (ZSJ Hodkovic), Bezděčín na východě, Jílové (ZSJ Hodkovic) a Žďárek na jihovýchodě, Sedlejovice a Radostín na jihu, Vrchovina, Kohoutovice na jihozápadě, Petrašovice na západě, konečně Bohdánkov a Žďárek (ZSJ Hodkovic) na severozápadě.
Většinu území města zabírají louky a významná část je zalesněna. Více než polovina území (53 %) je zemědělsky využívána.
Na území Hodkovic (zejména sever, katastrální území Záskalí) zasahuje Přírodní park Ještěd. Na jihozápadě katastru, v oblasti přistávací dráhy letiště Hodkovice žije kolonie sysla obecného, záchrana kolonie byla organizována Agenturou ochrany přírody a krajiny ČR. Na zbytku území se nachází dalších šest lokalit výskytu zvláště chráněných rostlin a živočichů. Na těchto územích se vyskytují mlok skvrnitý, lýkovec vonný, prstnatec májový, lilie zlatohlávek, užovka obojková, čolek horský, čolek obecný a vemeník dvoulistý.
Na městských katastrálních územích je chráněno čtrnáct významných krajinných prvků. Mezi ně patří pískovcové skalní útvary Kozí brada, Štefanka, Skalní údolí a Raubířské skály. Ze stromové zeleně lze upozornit na stromy u staré Blaschkovy továrny (areál továrny Monroe), tedy v místech parku kolem vily továrníka, dále na vzrostlé stromy na starém a novém hřbitově. U cest vedoucích z města je dochováno několik dominantních alejí.

## Obyvatelstvo
| Rok            | 1869  | 1880  | 1890  | 1900  | 1910  | 1921  | 1930  | 1950  | 1961  | 1970  | 1980  | 1991  | 2001  | 2011  | 2021  |
| -------------- | ----- | ----- | ----- | ----- | ----- | ----- | ----- | ----- | ----- | ----- | ----- | ----- | ----- | ----- | ----- |
| Počet obyvatel | 2 918 | 3 057 | 3 123 | 3 156 | 3 022 | 2 583 | 2 444 | 1 663 | 1 856 | 1 940 | 2 471 | 2 342 | 2 346 | 2 346 | 2 585 |
| Počet domů     | 377   | 410   | 395   | 396   | 412   | 416   | 463   | 441   | 397   | 380   | 370   | 405   | 422   | 475   | 475   |

## Členění města

### Katastrální území
- Hodkovice nad Mohelkou, rozloha 7,61 km2
- Jílové u Hodkovic nad Mohelkou, 1,5 km2
- Radoňovice, 0,51 km2
- Záskalí, 3,88 km2

### Základní sídelní jednotka
- Hodkovice nad Mohelkou
- Jílové
- Radoňovice
- Záskalí
- Žďárek (katastrální území Záskalí)

### Osady a menší místa
Vedle pěti základních sídelních jednotek se nachází na katastrálních území několik menších míst bez oficiálního statusu. Na k. ú. Hodkovice n. M. se nachází osada (někdy označována jen jako skupina chalup) Citeř na západě u cesty ke Kocourovu. Na severu u Mohelky při Rychnovské ulici skupina chalup Antonínov (jméno údajně od roku 1879 podle sochy sv. Antonína, před tím „Teschen“). Na jihu při cestě k Sedlejovicům samota Boženice, jako pomístní jméno („V Boženicích“) doloženo již prvním frýdštejnským urbářem. Na k. ú. Záskalí v jeho východní části skupina chalup Buršín. Spolu s Radoňovicemi se k Hodkovicím dostala dnes zaniklá osada Štěrbovina.

## Obecní správa

### Zastupitelstvo a obecní úřad
Zastupitelstvo tvoří 15 členů, které si volí pětičlennou radu. Silné zastoupení má strana SNK Evropští demokraté (podle posledních voleb v roce 2014 sedm mandátů) a nezávislí kandidáti jsou po roce 2014 seskupeni na kandidátce BUDOUCNOST PRO HODKOVICE (osm mandátů, z této kandidátky zvolena i starostka). Město je obcí s pověřeným obecním úřadem, který má určenou působnost pouze na území města. Stavební úřad vedle Hodkovic vykonává ještě pravomoc v Radimovicích.

### Znak

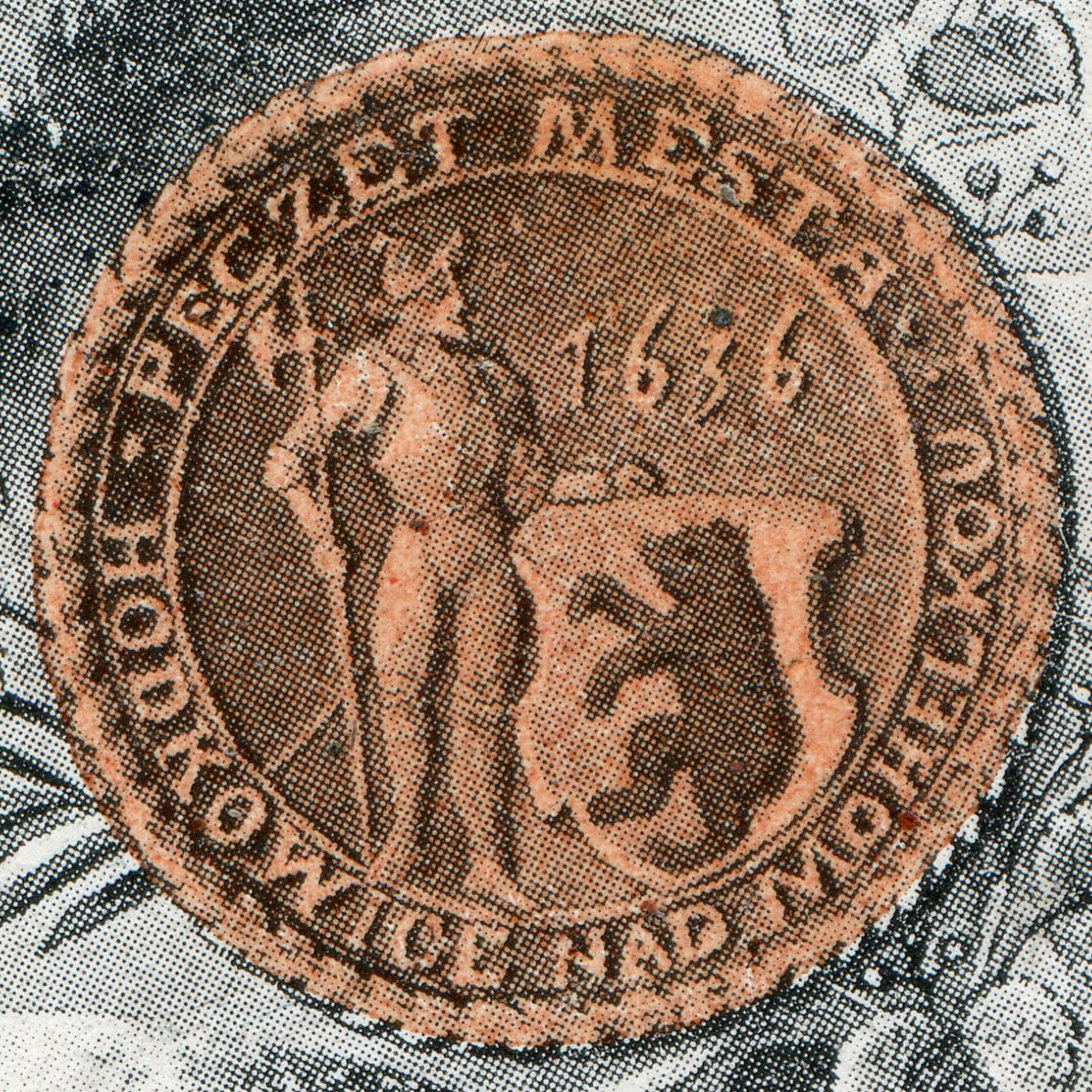
Zřejmě jeden z nejstarších dokladů o užívání znaku, pečeť hlásící se k roku 1636. Pečeť vlastní je ale nezvěstná a známá pouze druhotně, zde na pohlednici z konce 19. století

Symbol města je černý medvěd ve skoku (vzpřímený), který je v případě městského znaku zobrazován ve stříbrném poli. Význam tohoto symbolu vysvětluje pouze znaková pověst neznámého stáří (např. u Widimského), podle které měli místní uhlíři zachránit českého knížete před útokem zuřivého medvěda. Kníže měl z vděčnosti nechat část lesa vykácet a založit osadu. O udělení znaku není známo žádné privilegium (pouze v literatuře se zmiňuje panovnické privilegium z roku 1808, které mělo znak potvrzovat, ovšem ani toto se nezachovalo).

### Vlajka
Město tradičně užívalo vlajku s dvěma pruhy, horním bílým (stříbrným) a dolním modrým. Barevností se odvolávaly na bývalé majitele, pány z Dražic. Tato vlajka ale dlouho nebyla rozeznána jako oficiální symbol města a nebyla zanesena do REKOSu, protože stejnou užívají Ratíškovice (obrácené pořadí pruhů např. Kadaň). Až v roce 2016 byla navržena vlajka nová a podle rozhodnutí předsedy Poslanecké sněmovny z 8. 11. 2016 byla městu udělena v podobě dvou svislých pruhů (od žerdě stříbrný a modrý), do stříbrného je umístěn černý vzpřímený a k žerdi hledící medvěd. Vlajku navrhla kancelář Velebný & Fam.

## Doprava a komunikace

### Silnice

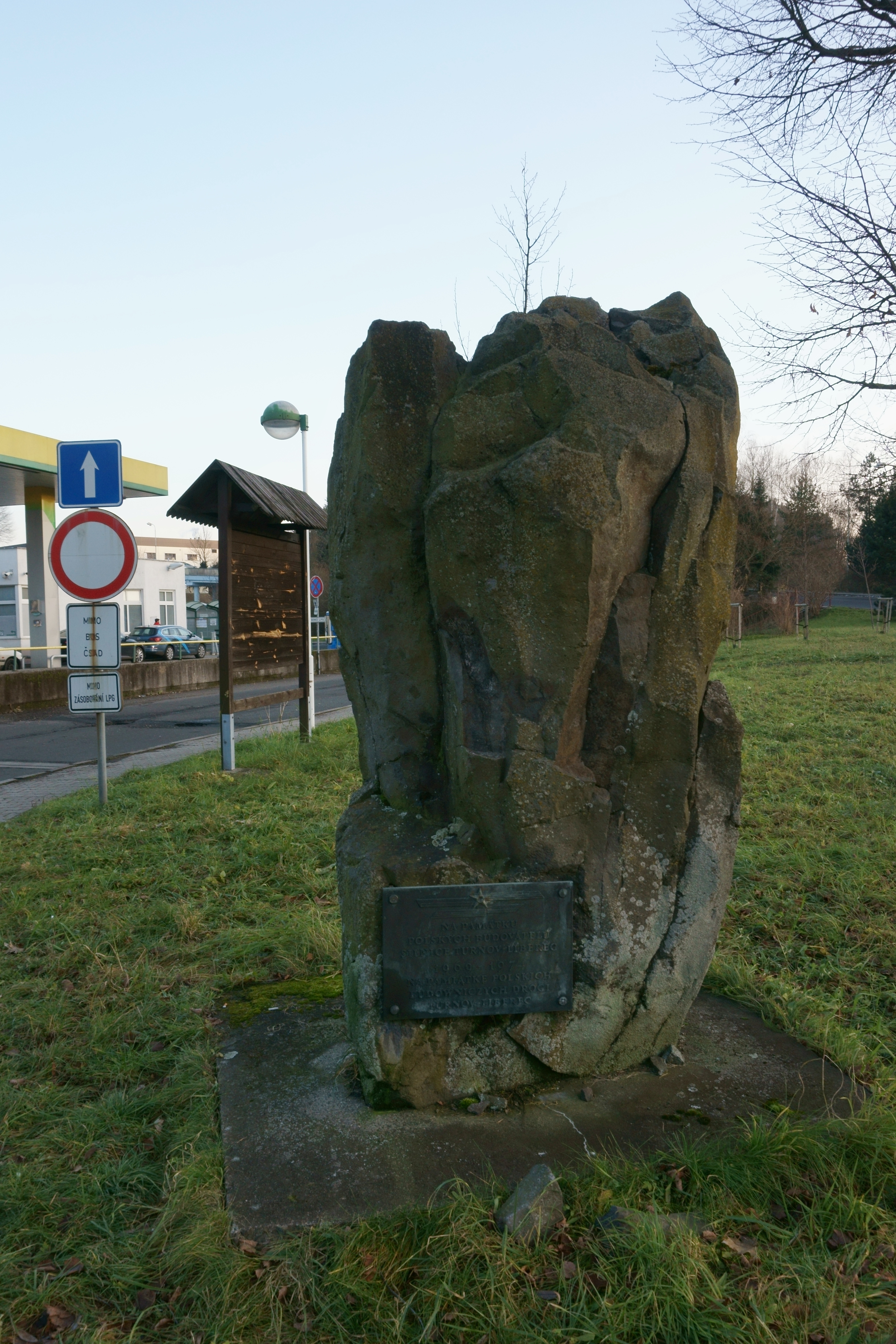
Neopracovaný čedič jako památník stavbě silnice (polským dělníkům) mezi Turnovem a Libercem v letech 1969 a 1974

Pro Hodkovice byla tradičně nejdůležitější silnice probíhající přímo centrem, tedy ulice Pražská na náměstí z jihu, ze severu Liberecká. Jednalo se o starobylou zemskou stezku, podle současné terminologie Nisko-jizerskou, která propojovala Prahu s Lužicí, posléze Libercem. Strategický význam Hodkovic ležících mezi poměrně těžkými úseky klesání od hostince Zlatá hvězda (Jílového) a stoupání k Záskalí si zachovaly i při budování císařské silnice roku 1813 (cesta přeložena u Turnova k Pyrámu).
Teprve moderní technika využitá při stavbě silnice mezi Turnovem a Libercem v letech 1969–1974 umožnila přeložit koridor a částečně využít vedlejší hodkovické cesty, která vedla severovýchodně údolím Mohelky a umožňovala spojení s Rychnovem a Jabloncem (I/35). Tím původní úseky císařské silnice poklesly na místní komunikace a částečně silnice III. třídy (na Záskalí vede III/27814, na Jílové III/03527a). Při sjezdu silnice I/35 na Hodkovice (Exitu 35) je dnes kruhový objezd (tzv. dolní), který tvoří dopravní uzel rozvádějící silnice do okolí. Je zde benzinová čerpací stanice a autobusové nádraží.
Od dolního kruhového objezdu vede spojnice k hornímu kruhovému objezdu, který je na Liberecké ulici (tato spojnice nově dělí město na historické jádro a nové sídliště). Z horního objezdu jdou cesty do centra a na Liberec, velký význam má cesta na Český Dub. Již od dávné doby se od Liberecké ulice oddělovala cesta na Český Dub přes Petrašovice, dnes má větší význam novější, která je delší, ale méně kopcovitá, přes Vlčetín, ta byla postavena roku 1924 (dnes Silnice II/278). V době stavby se zřejmě vážně uvažovalo o napojení Českého Dubu na železnici odbočkou z Hodkovic (případně o obdobném spojení tramvají). Starobylá cesta přes Petrašovice je dnes silnicí III/2787. Na Radoňovice a Pelíkovice vede silnice III/28713 (z dolního objezdu).

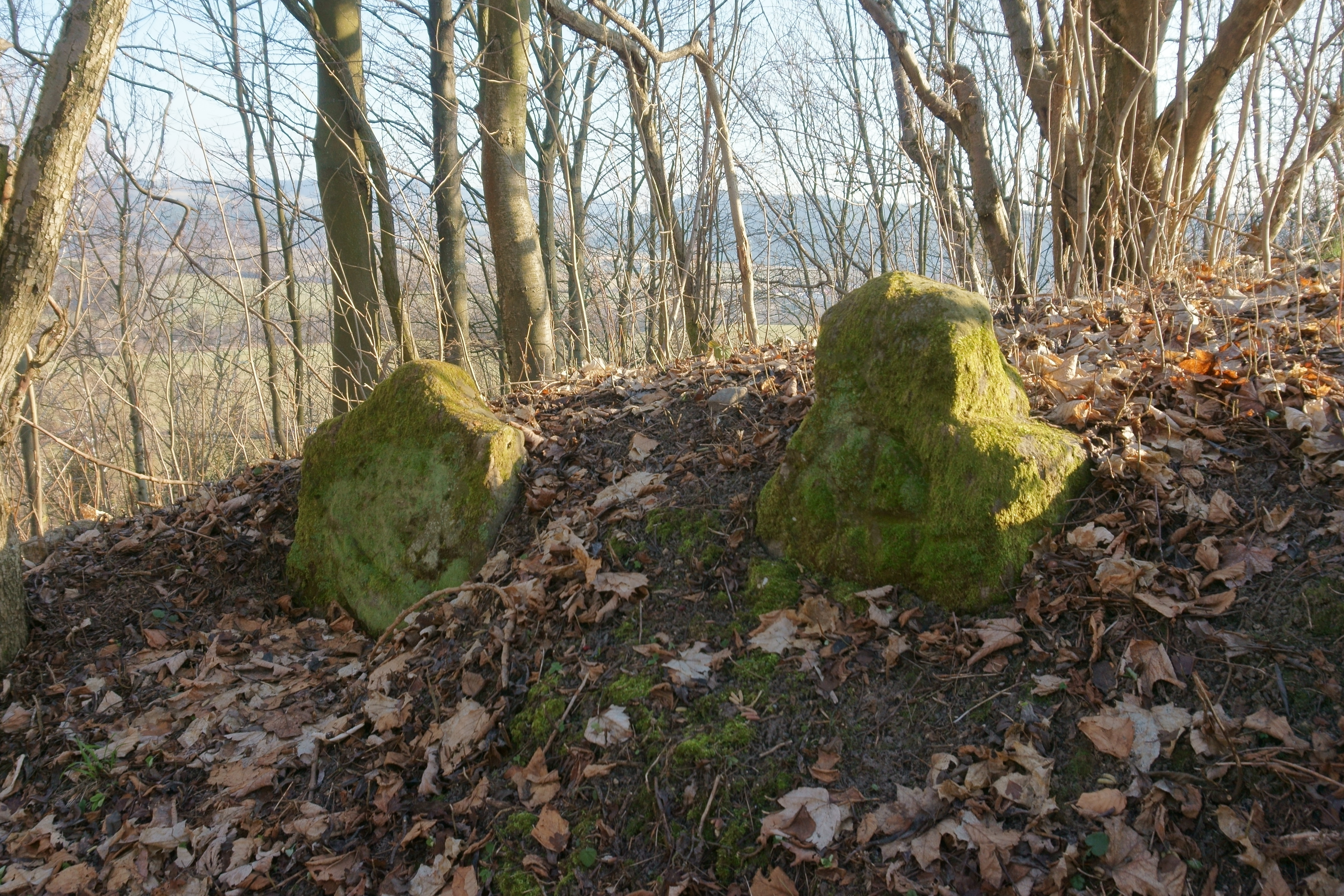
Brzdový kámen a smírčí kříž s loukoťovým kolem

Z dalších místních komunikací lze upozornit na cestu od kostela na Kostelní vrch, kde je nutnost překonat značné převýšení a je zde umístěn brzdový kámen (kámen se symbolem smykové brzdy, zv. čuba, loďka či pantofel, který upozornil vozku, aby začal brzdit).

### Železnice
Město je obsluhováno železnicí 030 Pardubice-Liberec. Tato trať byla zprovozněna 1. května 1859 jako součást Jihoseveroněmecké spojovací dráhy, železniční stanice Hodkovice (nad Mohelkou, dříve u Liberce, Liebenau in Böhmen atd.) zde byla již od počátku. Sousedními stanicemi jsou směrem na Turnov: Sedlejovice (zastávka) a Sychrov, směrem na Liberec: Rychnov u Jablonce nad Nisou.

### Letiště

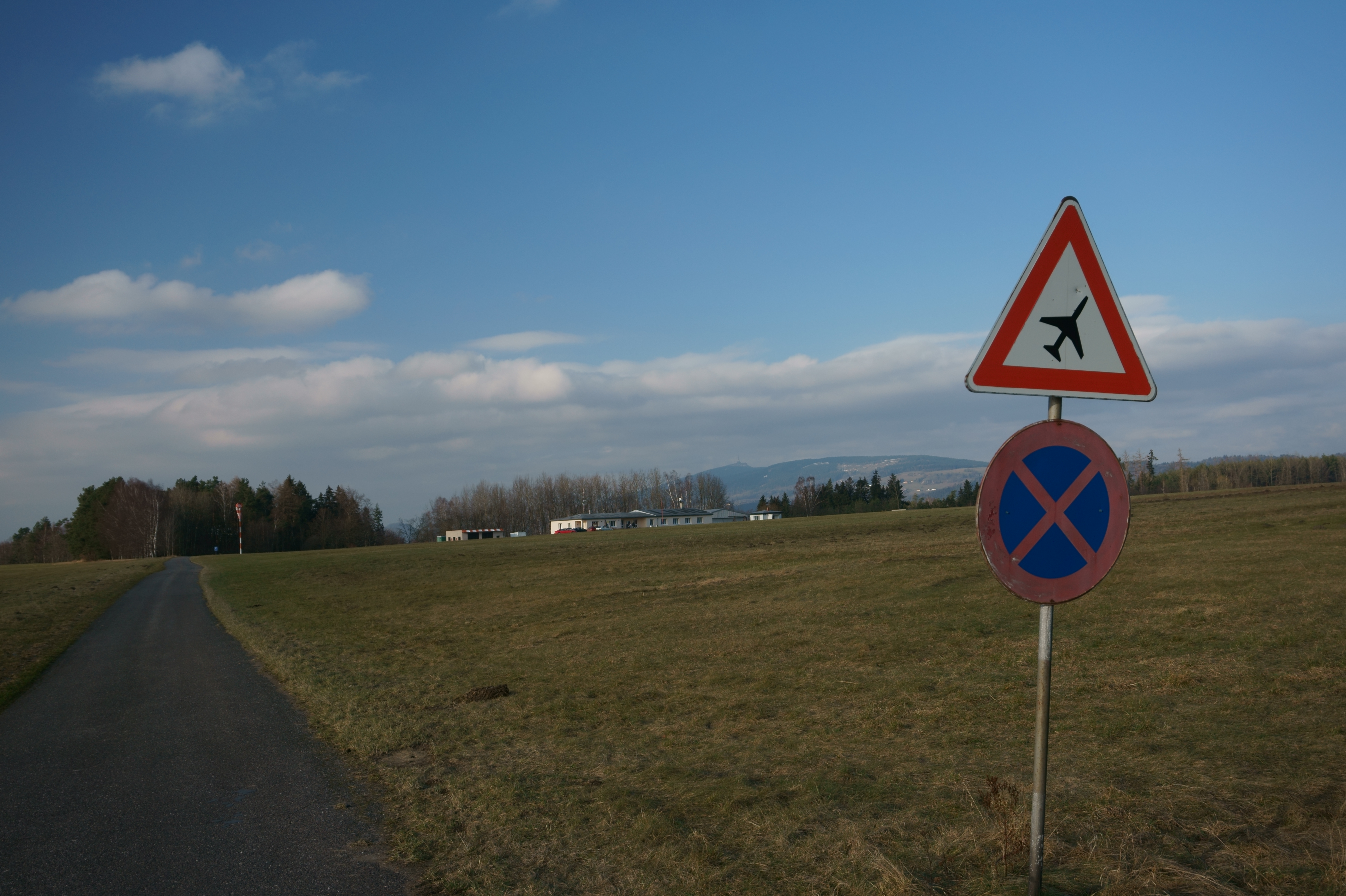
Budova letiště v Hodkovicích

Na náhorní plošině Kostelního vrchu (označováno též jako Citeř) je umístěno veřejné vnitrostátní letiště Hodkovice (ICAO: LKHD) s přírodní přistávací plochou. Tradice létání se v Hodkovicích odvozuje od roku 1936, za války letiště dobudováno a využíváno Nationalsozialistisches Fliegerkorps a posléze i Luftwaffe. Letiště má díky blízkosti Jizerských hor a Ještědsko-kozákovského hřbetu velmi vhodné podmínky pro plachtění. Slouží i pro provádění pilotního výcviku a pořádání vyhlídkových letů (provozuje Aeroklub Hodkovice nad Mohekou, z.s.).

## Hospodářství

### Nejstarší zmínky
První zmínky o obživě Hodkovic a jejich obyvatel se nachází již v prvním frýdštejnském urbáři (1540/7). Fungoval zde pivovar, jinak místo procházelo jistým útlumem, protože zde byli dříve čtyři masné krámy, v době soupisu pouze dva řezníci, také zde byla nevyužívaná solnice. Činí se zde zmínky o Hodkovicích jako obchodním centru. Od krále Vladislava měli právo na čtyři vozy osvobozené od cla, za to platil každý vůz půl tuny herynků. Clo se vybíralo i od formanských vozů. Daně se platily z toho, co kdo přinesl na trhy, ale toho již mnoho nebylo. Ve stejném urbáři se uvádí dva mlynáři platící dřevem z pily.

### Mlýny
V katastru Hodkovic na mlýnském náhonu (jdoucí původně podél Mohelky Dolánkami až od Antonínova) jsou známy tři mlýny, nejstarší z nich je jistě spojován se zmínkami z druhého frýštejnského urbáře (1590), stavby všech tří mlýnů stojí (slouží k jiným účelům).

### Pivovar

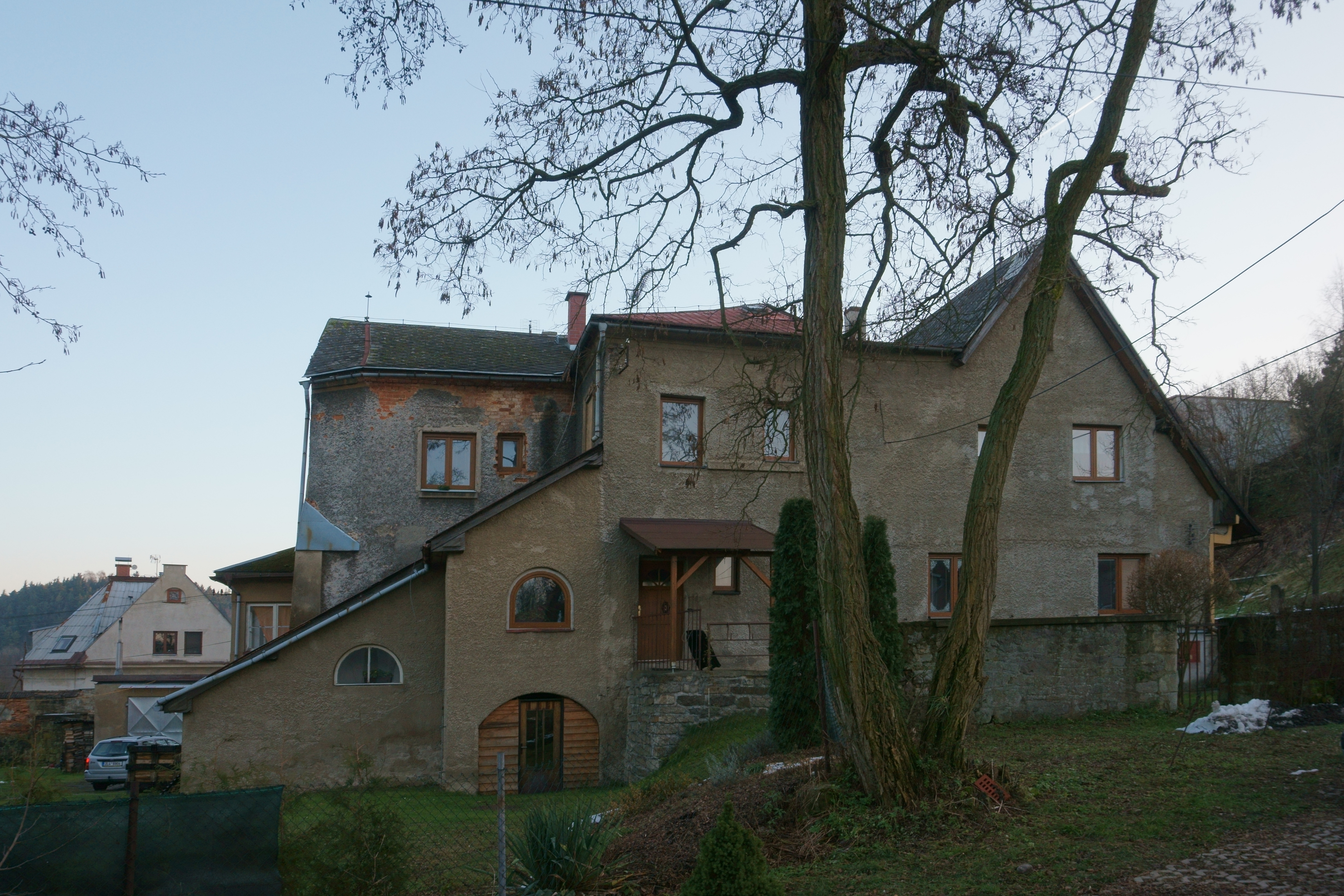
Tzv. starý pivovar

Pivovar z prvního frýdštejnského urbáře snad lze spojovat s tzv. starým pivovarem (čp. 256). O pivovaru v těchto místech je známo mimo jiné i díky soše sv. Anny, kterou nechala postavit Theresie Hirschin, „Bierschreiberin“ (manželka správce pivovaru), roku 1753. V té době již existoval Pivovarský rybník. Panský pivovar odkoupil sládek Wilhelm Swoboda a postavil vlastní v letech 1899–1900. Po smrti Swobody (1911) správa vázla a pivovar ukončil činnost roku 1925 (koncesi odkoupil vratislavický pivovar).

### Živnosti v ceších
První zmínka o ceších je v souvislosti s řezníky, kterým byla vrchností potvrzena (1658) cechovní privilegia z roku 1590. Z roku 1697 je dochováno privilegium pro (spojený) cech kovářů, zámečníků, kolářů a bednářů. Při soupisu roku 1750 bylo zjištěno pět cechů, dvacet živností a 56 mistrů. Aktivních bylo dohromady 32 mistrů, kteří působili ve čtyřech ceších (krom dvou zmíněných ještě cech krejčí a cech tkalců) a dále ve dvanácti řemeslech: obuvník, pekař, punčochář, kožešník, truhlář, barvíř, kloboučník, perníkář, zedník, řezač kamenů, bělič a řezač pečetí (Petschier-Schneider).

### Zpracování kamene
Zpracování kamenů (o němž jsou zmínky od poslední třetiny 17. století) si zaslouží pozornost, protože v něm patřily Hodkovice spolu s Turnovem k nejpřednějším centrům. Známí brusiči byly Kaspar Müller, snad jeho příbuzný Josef Müller a Jan Patzolt. Záhy se zde také začaly opracovávat bižuterní kameny. V roce 1754 se ve městě usadil faktor Hans Josef Blažka (Blaschka). Vedle Blaschkovy firmy (fungovala do roku 1857) se prosadil vnuk Hanse Josefa Ferdinand Xaver Unger, který založil exportní (a poté i výrobní) firmu Ferdinand Unger & Co. se společníkem Vincenzem Spietschkou. O významu a úspěšnosti skleněného exportního zboží svědčí, že si mohl postavit ve 40. letech tzv. Ungrův dům (čp. 169) na náměstí, který konkuruje i radnici. V tradici pokračoval Ungrův syn Ferdinand a úspěšnou firmu založil i Spietschka po odtržení od Ungra (čp. 187), nicméně od druhé poloviny 19. století význam skleněného exportu upadal (Ungrův export skončil roku 1860).
V roce 1929 v té době již úspěšný jablonecký výrobce bižuterie Heinrich Brditschka otevřel pobočku v Hodkovicích. V době vrcholu v Hodkovicích vyrábělo kovovou bižuterii okolo šedesáti žen.

### Tiskárny

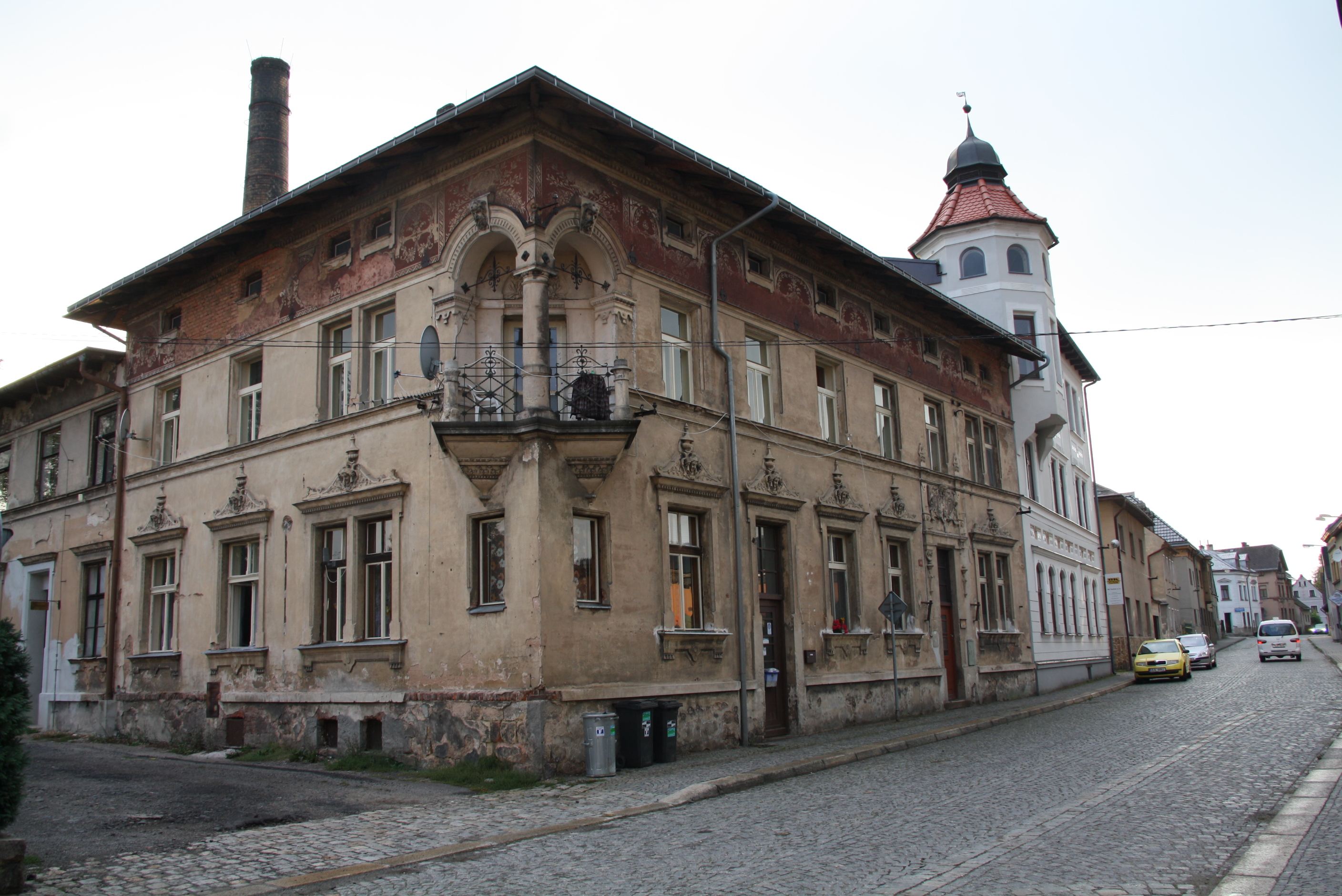
Honosná fasáda z roku 1889 dřívější tiskárny Hertel & Wilde

Po konci Ungrovy firmy převzal prostory Franz Ahrens z Hannoveru a v roce 1863 v nich začal provozovat tiskárnu a výrobu kartonu. V podobném duchu byly adaptovány i prostory Spietschkovy továrny a později s firmou Franz Ahrens spojeny. V roce 1889 otevřel svoji tiskárnu i Hertel & Wilde v Liberecké ulici. Prostory jako tiskárna sloužily až do nuceného zastavení provozu po znárodnění v roce 1951.

### Textil

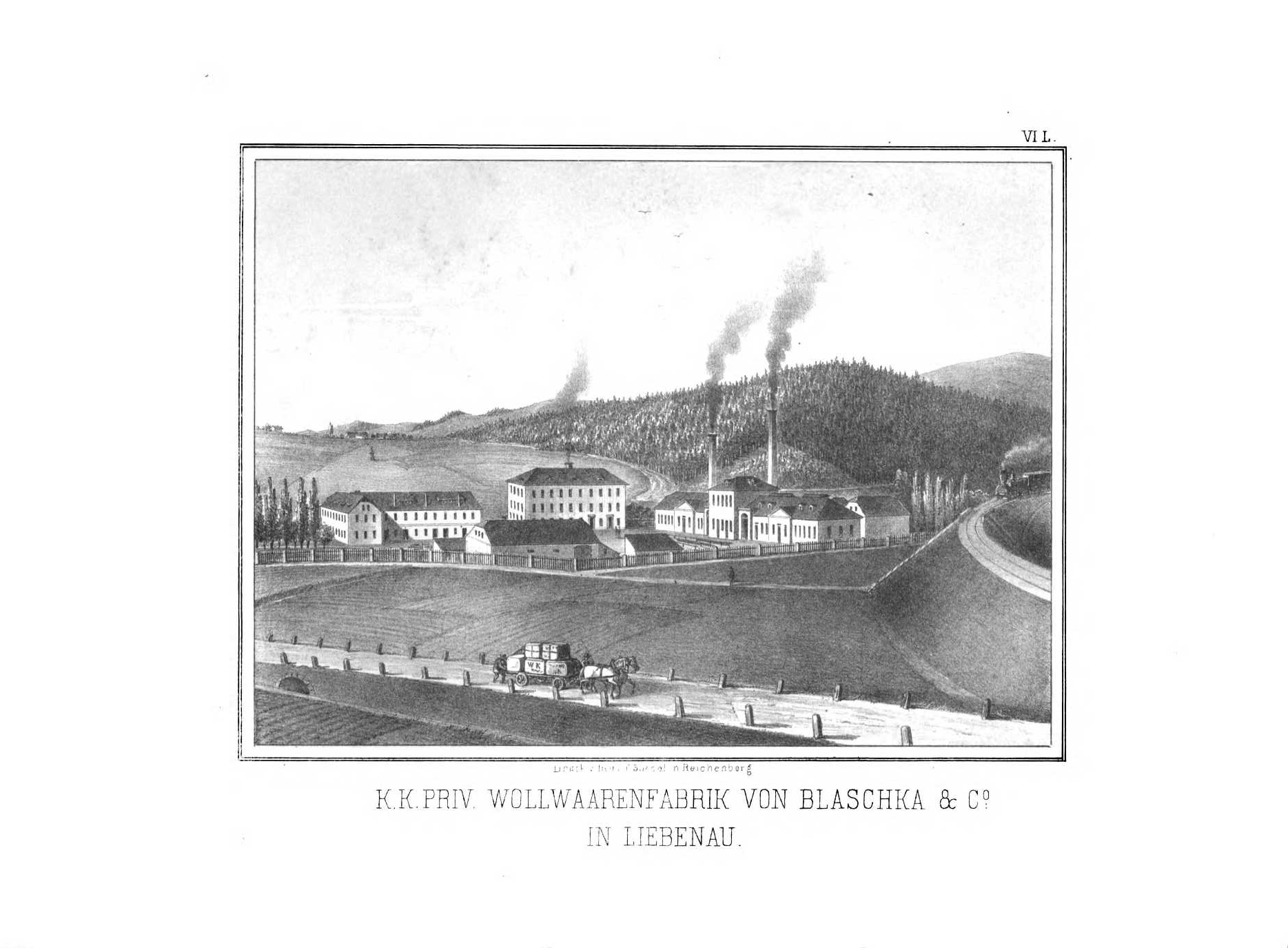
K. K. priv. Wollwaarenfabrik von Blaschka & Co. v roce 1858

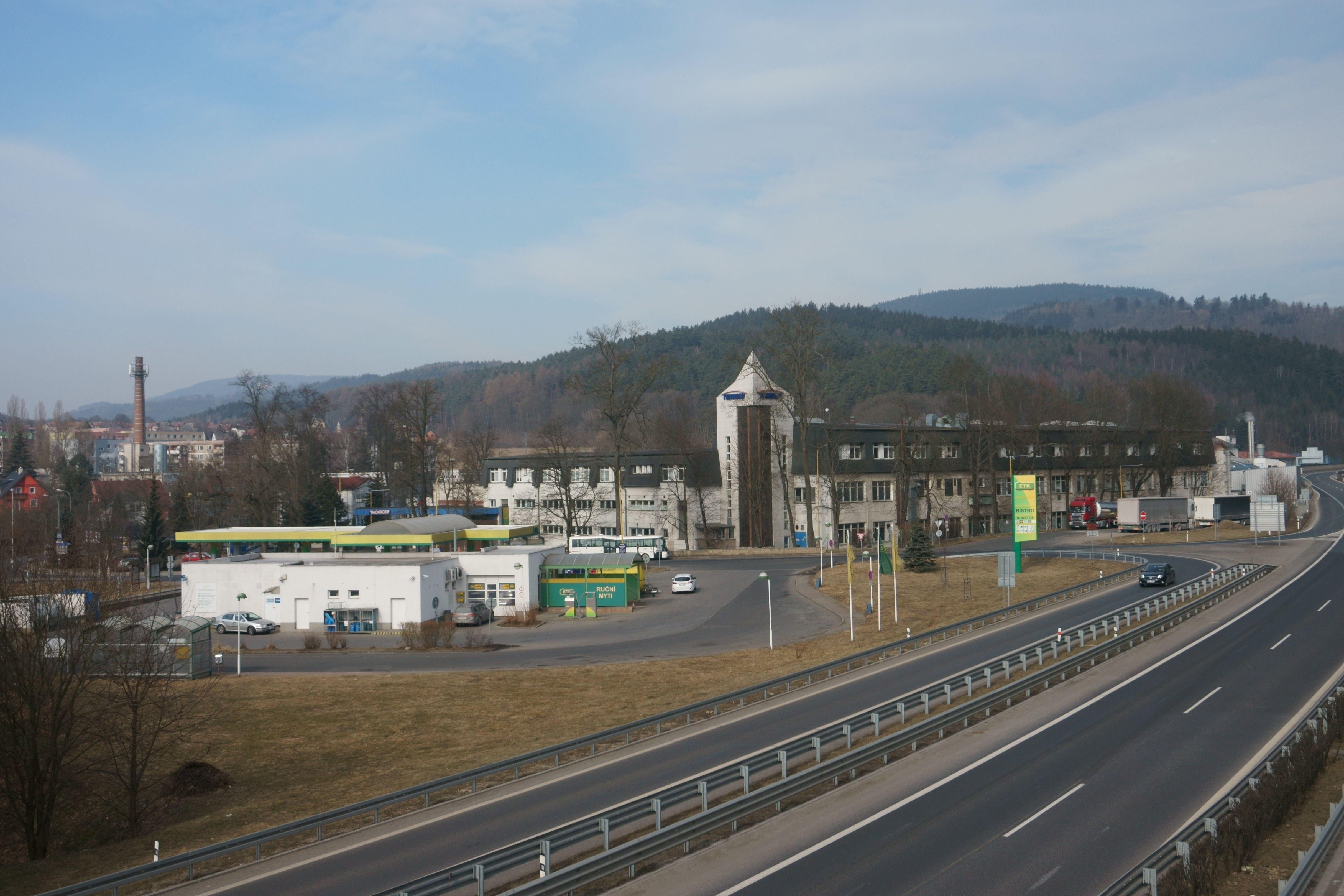
Celkový pohled na provozovny Monroe Czechia (Tenneco), bývalou Blaschkovu továrnu

Konrád Blaschka st. ze sklářské rodiny roku 1836 vybudoval textilní továrnu u Mohelky na severu za městem s dvěma společníky Franzem Hillerem a Antonem Mayem (od 50. let již jen Blaschka). Za svého fungování byla továrna vícekrát rozšířena, zvládala jak barvení, tisk, tak tkaní. Z původních 60 zaměstnanců zvýšila počet až na 700. Definitivně musela ukončit provoz teprve roku 1930.

### Automobilové součástky
Do prostor Blaschkovy továrny se textilní výroba nevrátila, nicméně během války (1942) začala být využívána provozem firmy PALUX, po roce 1945 provoz znárodněn a začleněn do PAL Kbely a po roce 1952 po reorganizaci začleněn do brzdařského podniku Autobrzdy Jablonec nad Nisou.
Hodkovickým Autobrzdám se po roce 1989 z hospodářského hlediska podařilo projít úspěšnou privatizací do podniku Monroe Czechia, s. r. o. (IČO 61061620, součást nadnárodního koncernu Tenneco). Monroe v Hodkovicích vyrábí tlumiče a výfuky a patří k největším zaměstnavatelům ve městě. V roce 2011 dokonce přistavovalo další halu na druhé straně silnice I/35.

## Kultura a pamětihodnosti

### Kulturní život
Na radnici je zřízeno Městské kulturní středisko. Ve městě funguje Městská knihovna Hodkovice nad Mohelkou, která sdílí budovu s mateřskou školkou na sídlišti Podlesí, dále městské kino v budově bývalé České besedy v Pražské ulici. Kulturní dům (na místě staré turnerské tělocvičny) má prostory k pořádání kulturních akcí pro větší počet lidí.
Město pořádá tradičně Hodkovické městské slavnosti (každoročně v září), které patří k největším pravidelným akcím, vedle toho pořádá i několik menších akcí. Ve městě dále působí Hodkovické amatérské divadlo (H. A. D.) a pravidelně se přípravě veřejných kulturních akcí věnuje i Spolek rodáků a přátel Hodkovic.

### Pamětihodnosti
Historické jádro města je od roku 1995 prohlášené za městskou památkovou zónu. Na území zóny je patnáct kulturních památek, dohromady je ve městě (včetně Záskalí) 34 nemovitých kulturních památek.

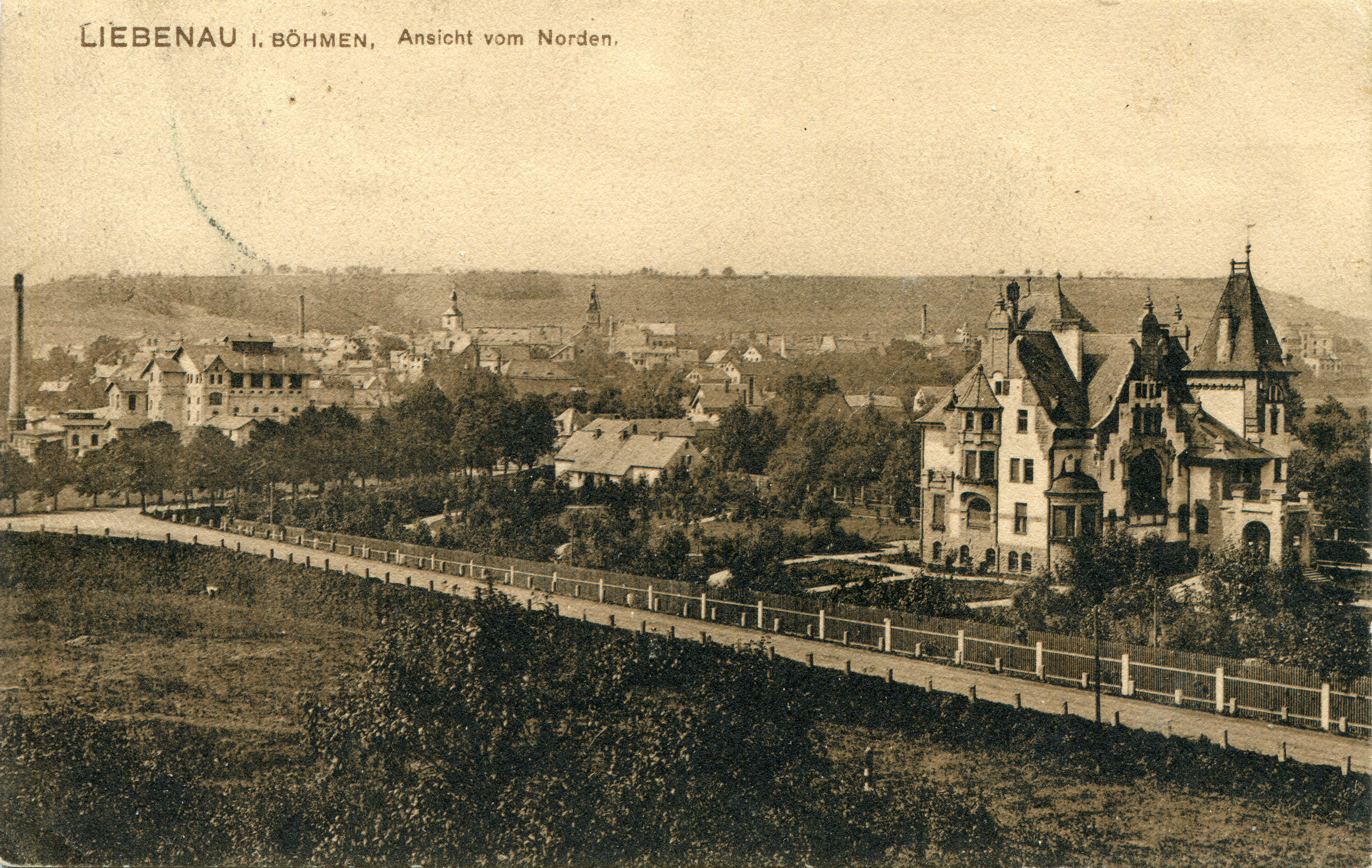
Stav města okolo roku 1909: Blaschkova vila zbořená roku 1987, nalevo výrazná budova nového pivovaru (prohlášená památka), městské zástavbě dominují věže kostela a radnice

Z architektonických památek má zvláštní postavení kostel svatého Prokopa (kulturní památka, rejstříkové číslo 34205/5-4284), který svým dokončením v roce 1720 patří k nejstarším budovám ve městě a svým umístěním ve vyvýšené lokalitě na okraji zástavby k tradičním dominantám města. Vybavení kostela je vesměs z 19. století (hlavní oltář a dva postranní od firmy Petra Buška, oltářní obraz od Antonína Lhoty). Zajímavý je lidový obraz zobrazující zachránění kostela před ničivým požárem roku 1806 (nedatovaný) a kovové dveře (v kostele sloužily jako dveře do sakristie) ze začátku 18. století, snad přenesené ze zrušeného kláštera Bezděz, které zobrazují malý mariánský atlas s dvaceti čtyřmi milostnými mariánskými portréty. V roce 1820 byly dokončeny první kapličky včetně vrcholové kaple Křížové cesty (kulturní památka, r. č. 12633/5-5549) na cestě od kostela na Kostelní vrch. Kaple zpustly v druhé polovině 20. století a i jejich krajinotvorný význam byl potlačen zalesněním vrchu, význam byl již opětovně rozeznán, kaple byly v roce 2000 opraveny a byly prohlášeny kulturní památkou (týká se jen zachovaných kaplí).
Další dominantu města tvoří radnice na náměstí. Díky své věži na mnoha pohledech (panoramatech) tvoří důstojnou protiváhu kostelu, zároveň tvořila ukončení důležité pohledové osy pro cestující přijíždějící do města od jihu Pražskou ulicí. Naopak jako kulturní památka není chráněná další dominanta náměstí, tzv. Ungrův dům (tiskárna firmy F. Ahrens). V průběhu druhé poloviny 20. století přišlo město o dvě důležité architektonické památky: tzv. starou rychtu při ulici z náměstí do Dolánek, významný příklad dřevěné architektury před požárem a dále Blaschkovu vilu z roku 1902 od Ernsta Schäfera, postavenou pro továrníka Blaschku v duchu romantizující secese s nápaditou kombinací eklektických prvků.

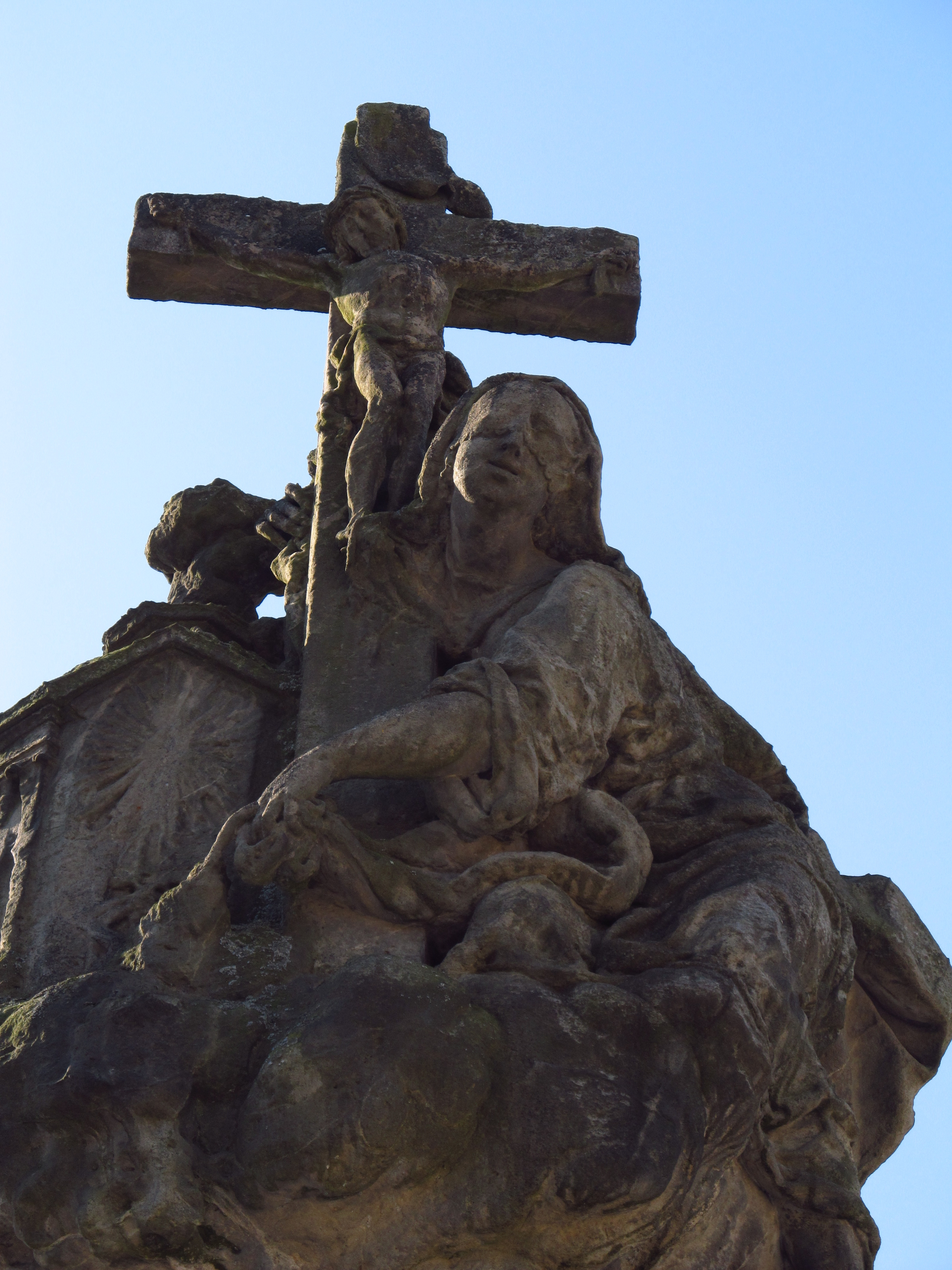
Detail Víry ze sousoší Víry se svatými Janem a Pavlem v Liberecké ulici

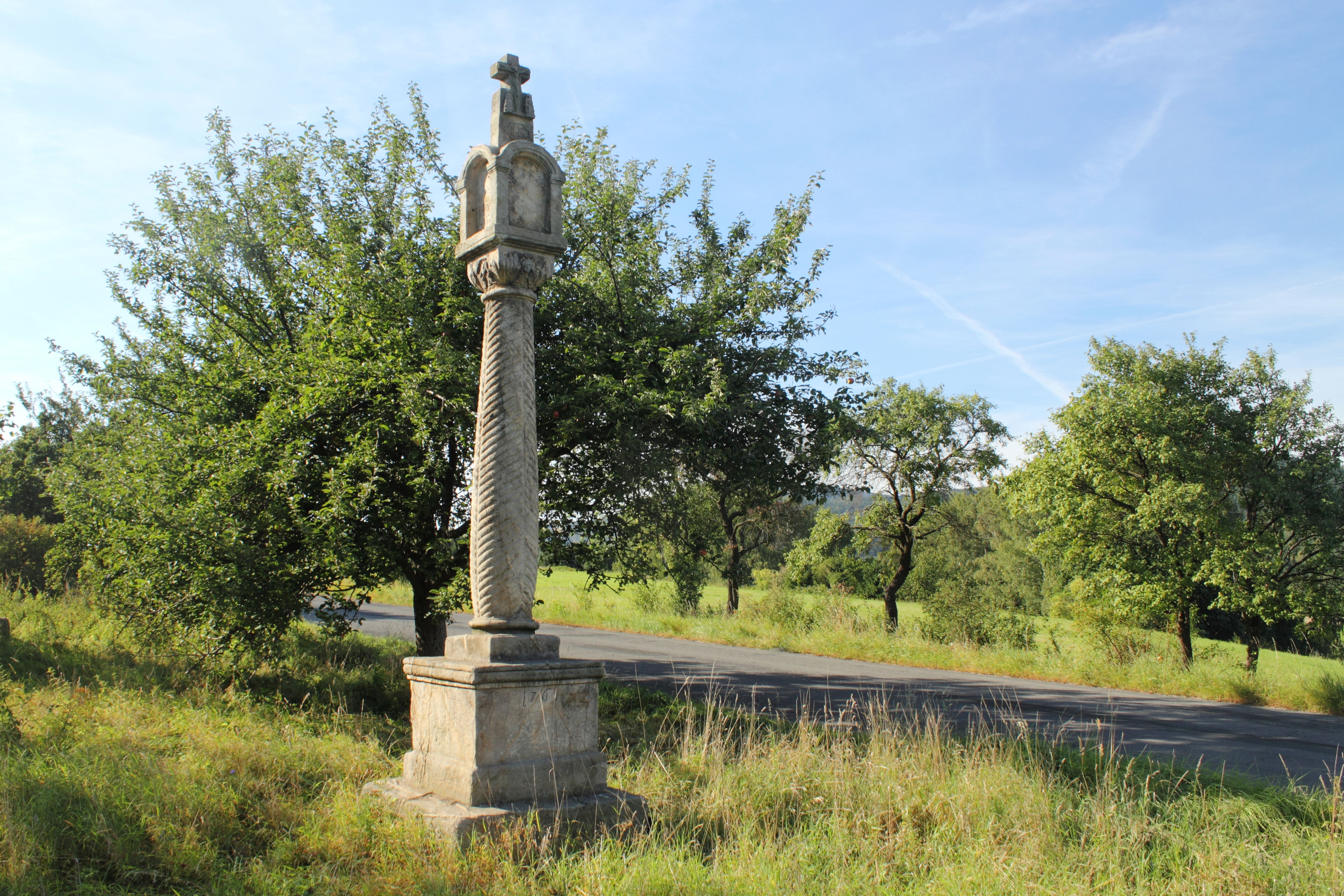
Boží muka z roku 1678 (současné umístění je druhotné)

V Hodkovicích je zajímavý soubor barokních soch z 18. století. Z roku 1710 pochází mariánský sloup na náměstí). Z roku 1733 pochází socha Jana Nepomuckého u fary (chráněno v rámci areálu kostela) a z roku 1754 jsou sochy Petra a Pavla (též v areálu kostela) strážící schody ke kostelu, resp. na starý hřbitov. Rozměrné je sousoší Víry se svatými Janem a Pavlem (místními označováno U tří svatých, kulturní památka, r. č. 17581/5-4286), které umístily vídeňské augustiniánky na okraj Hodkovic. Tři svatí jsou jedním ze tří námětem i kompozičně totožných sousoší, které umístily do velkých měst svého panství (jedno je ještě v Českém Dubu a jedno v Osečné). Hodkovické sousoší se odlišuje datací, zatímco zbylá dvě sousoší jsou datována shodně do roku 1714 a připisována dílně Matyáše Bernarda Brauna, hodkovické sousoší na sobě nese dataci 1750 (což je vykládáno jako datum vytvoření, zároveň však není vysvětlen důvod časového posunu a případné konsekvence vyplývající z tohoto posunu). U tzv. starého pivovaru je socha sv. Anny z roku 1753 (kulturní památka, r. č. 14789/5-4287). Z dalších děl sochařské výzdoby za pozornost stojí kamenná Boží muka (kulturní památka, r. č. 30367/5-4289) za městem Na Převalách, která svým vročením 1678 patří k nejstarším a zároveň se jedná o velmi kvalitní lidovou kamenickou práci (s méně obvyklou dekorací dříku rýhováním). Vedle toho je chráněno v okolí několik drobnějších památek lidové tvorby (sv. Jan Nepomucký původně z mostu přes Mohelku, několik křížků).

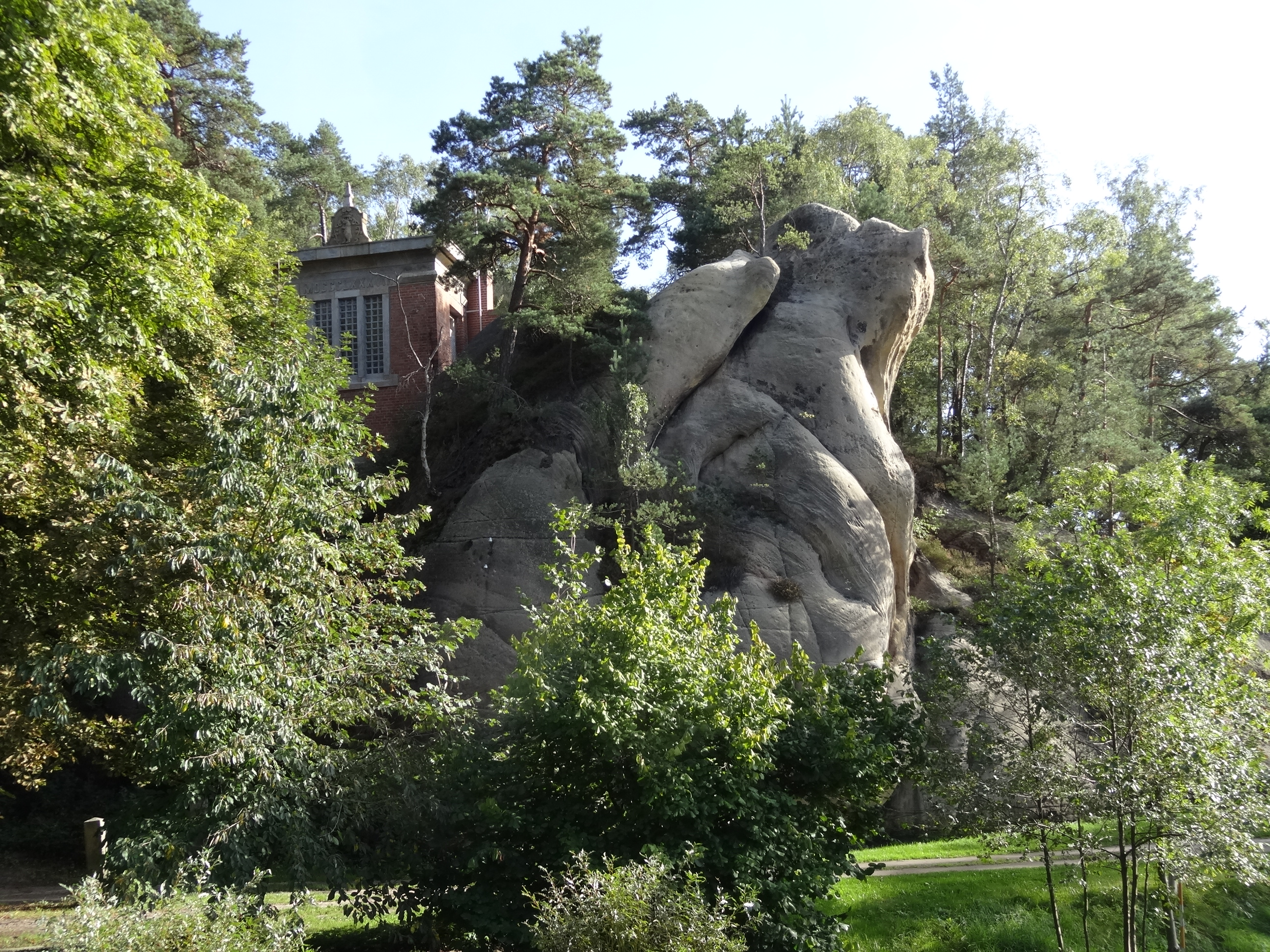
Vodojem z roku 1887, utilitární stavba citlivě zasazená do přírody

Z památek technicistního rázu je v Hodkovicích chráněn (nový) pivovar z roku 1899 (dokončen 1900, kt. pam., r. č. 11819/5-5802) a vodojem z roku 1887 (kt. pam, r. č. 11818/5-5801. Zvláštní jsou památky na dopravní vývoj v městě (ani jedna z nich není památkově chráněna). Nejvýznamnější na území katastru je brzdový kámen a smírčí kříž s loukoťovým kolem při cestě na Kostelní vrch. Je zde však také památník věnovaný stavitelům silnice I/35 dokončené roku 1974. V roce 2013 bylo upozorněno také na kilometrovník (nesoucí číslo 3) v Pražské (u vjezdu do dvora k Ungrovu domu), který sice je spíše nenápadný, ale tvoří zvláštní skupinu dopravního značení (asi sedmnáct dochovaných exemplářů v Čechách) s doposud neuspokojivě vysvětleným účelem, snad se jedná o kilometrovníky umísťované na silnice nově zřízené Sudetské župy (tzv. „sudetský“ kilometrovníky). Nechráněná a ve špatném stavu je zdejší benzinová čerpací stanice z roku 1934.

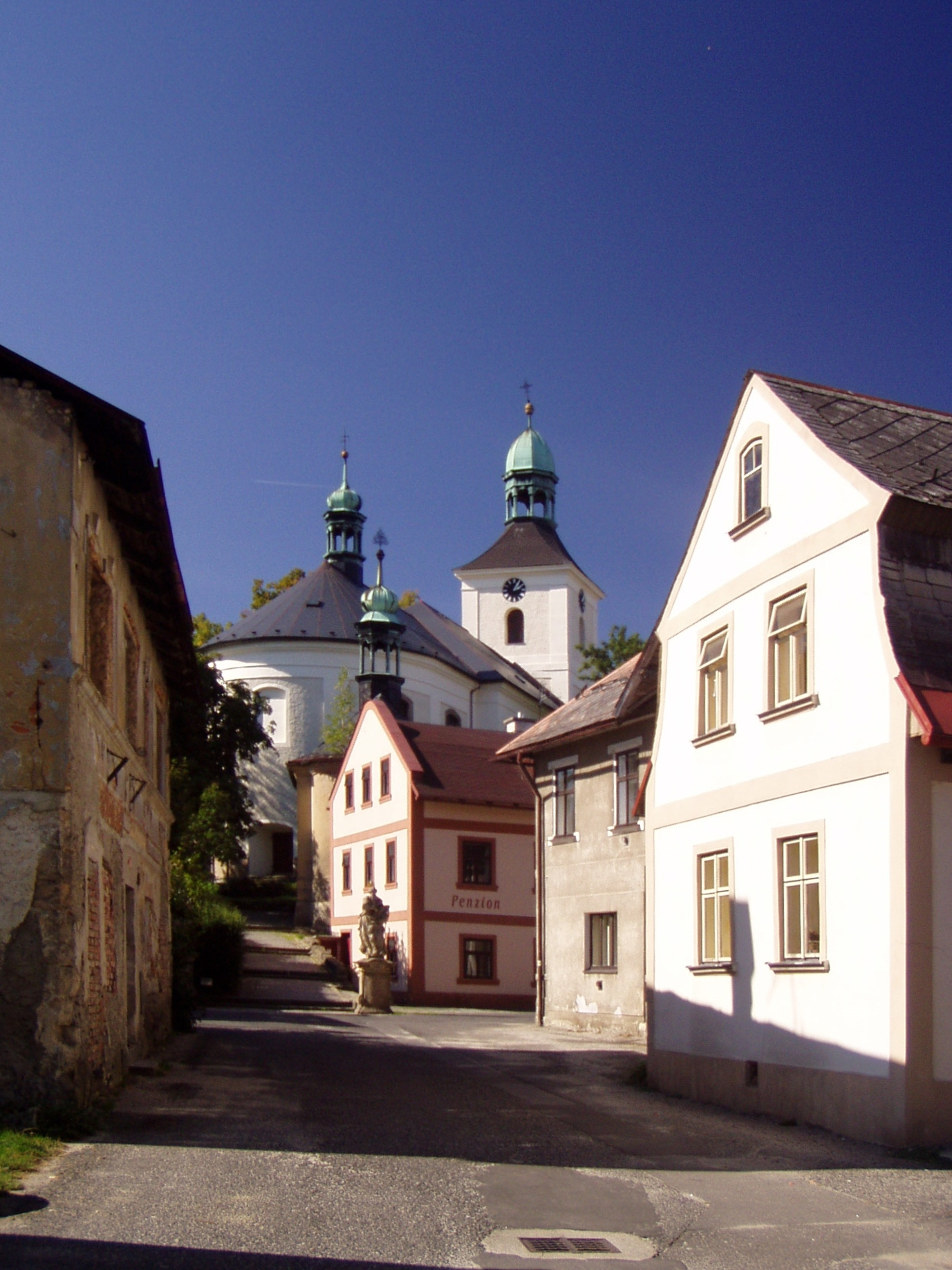
Hodkovický kostel sv. Prokopa
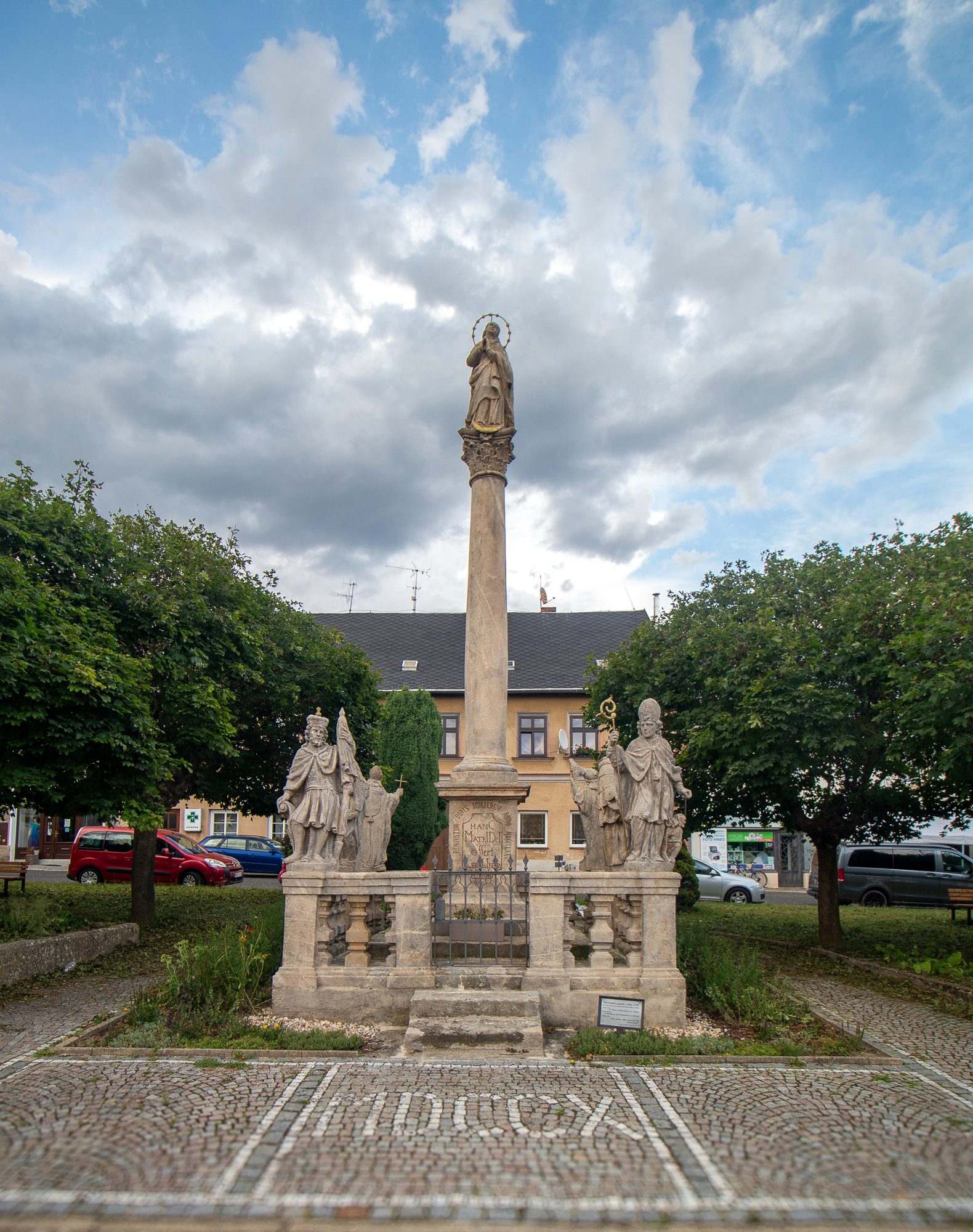
Mariánský sloup

### Sport
Větší část sportů je organizována Sportovním klubem (SK) Hodkovice nad Mohelkou (funguje jako zapsaný spolek), další sportovně zaměřené aktivity provozuje zdejší SDH Hodkovice nad Mohelkou a Sokolové.
Vznik tohoto sportovního klubu se datuje rokem 1925, kdy vznikl jako klub fotbalový a odehrál první zápas proti staršímu klubu hodkovických Němců FC Liebenau. Na místě dnešního fotbalového stadionu mezi Mohelkou a ulicí Sportovní bylo hřiště FC Liebenau, v roce 1925 si Češi vybudovali vlastní na Horce, přestěhovali se až po válce. K roku 2018 se fotbalisté dělí na tým A a B, mladší a starší žáky a přípravky. V průběhu druhé poloviny 20. století pod sebe fotbalový klub přijal i oddíly hokeje, nohejbalu a volejbalu a sportu pro všechny (SPV).
Pod SK Hodkovice spadá i lyžařský oddíl. Tradice lyžování má v Hodkovicích hlubší kořeny, v rámci Sokola vznikl oddíl již roku 1928, k dalšímu vývoji došlo v 60. letech a vlek byl na Buršíně postaven roku 1970 a ještě nějakou dobu trvalo, než místo dostalo současnou podobu Ski areálu Hodkovice, resp. Buřín (v případě ski areálu se používá nejčastěji tato varianta místního jména Buršín). V letech 1970 a 1976 se závodně skákalo na zdejším skokanském můstku, na kterém rekord doskočil Leoš Škoda (63 m). Můstek existoval až do roku 1998.
Hodkovické útvary tvrdého pískovce jsou vhodné pro horolezectví a v Hodkovicích vznikl zvláštní oddíl horolezců roku 1977.

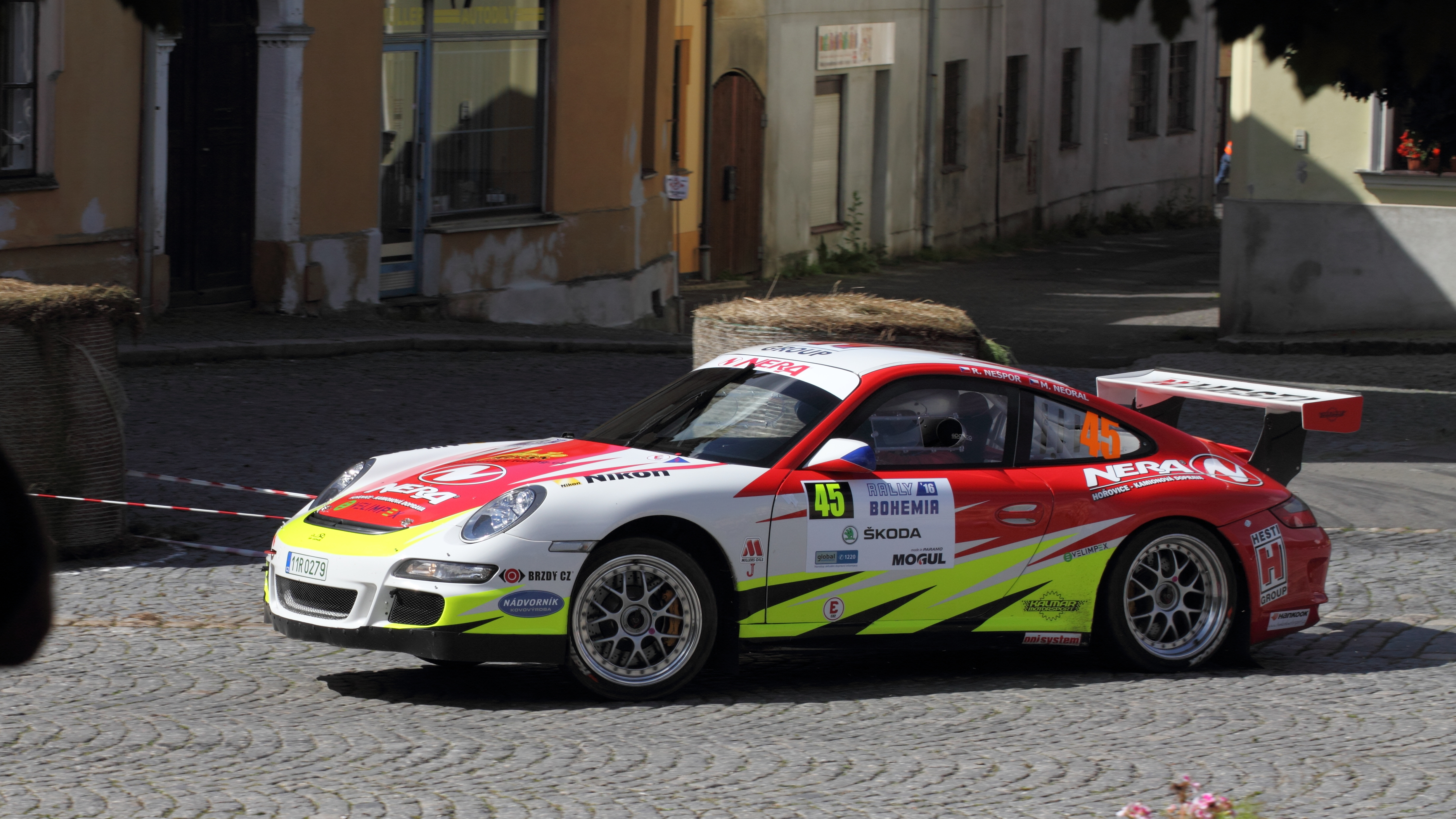
Účastník Rally Bohemia 2016 projíždí Hodkovicemi (na náměstí T. G. Masaryka)

Pro Hodkovice má význam také automobilový sport. V roce 1927 se konal první závod do vrchu od Skalního údolí na Záskalí. Během války byla tradice přerušena, ale podařilo se ji obnovit roku 1974, od té doby je start již na náměstí T. G. Masaryka. Od 80. let 20. století je Hodkovicko jedním z míst konání Rallye Bohemia (resp. Rally Škoda), řada ročníků vedla trasu přímo centrem města (zejména RZ Sychrov zařazovaná po roce 2000).

### Zaniklé stavby
- Benzínová stanice v Hodkovicích nad Mohelkou – z roku 1934, ulice Rychnovská

## Osobnosti a rodáci
- Johann Blaschka (1841–1906), textilní podnikatel a politik
- Konrad Blaschka starší (1810–1900), textilní podnikatel, zakladatel továrny
- Jan Karel Burde (1744–1817), řezač kamenů, otec Josefa Karla Burdeho
- Richard W. Eichler (1921–2014), kunsthistorik, zástupce hodkovických Němců v zahraničí
- Josef Fanta (1894–1974), řezbář a malíř
- Jaroslav Antonín Kellar (1924–1988), malíř a grafik, syn fotografa Antonína Kellara
- Josef Müller (1727–1817), řezač kamenů
- Wilhelm Peukert (1855–1932), inženýr, pedagog v Braunschweigu
- Theodor Spietschka (1863–1915), lékař v Brně
- Karl August Edler von Unger (1832–1909), syn Ferdinanda Ungera, povýšen 1872 do šlechtického stavu, vlastnil Malý Rohozec
- Václav Zajíček (1925–1989), grafik a heraldik
- Agraelus (* 1996), vlastním jménem Vojtěch Fišar, český streamer a youtuber

## Partnerská města
- Węgliniec, Polsko